# ライカのレンジファインダーカメラ製品一覧
ライカのレンジファインダーカメラ製品一覧では、ライカとその前身であるエルンスト・ライツが製造販売してきたレンジファインダーカメラの一覧を掲載する。

## バルナック型ボディー
ライカスクリューマウントのレンジファインダーカメラ。ただし最初期の製品はレンズ固定であり、レンジファインダーを搭載しなかった。レンジファインダーを装備しない機種も後々まで作られた。
本項に挙げるカメラは、わずかな例外を除き、135フィルムを使用して24×36mmの面積に記録するいわゆるライカ判のカメラである。裏蓋が開かず底板（ボトムプレート）を外してフィルム装填を行うため、装填前にフィルム下側の舌部分を長くするよう15cm程切っておくか、テレホンカードや名刺等を靴べらのように使って滑り込ませる必要がある。1970年頃まではフィルムは切った状態で販売されていた。また現行当時はパトローネ入りのフィルム自体が手に入らないか高価であったため、缶に入った100ft長巻きを暗室で両手を拡げた長さで切りマガジンに装填して使用する人が多かった。

### ウル・ライカとライカ0

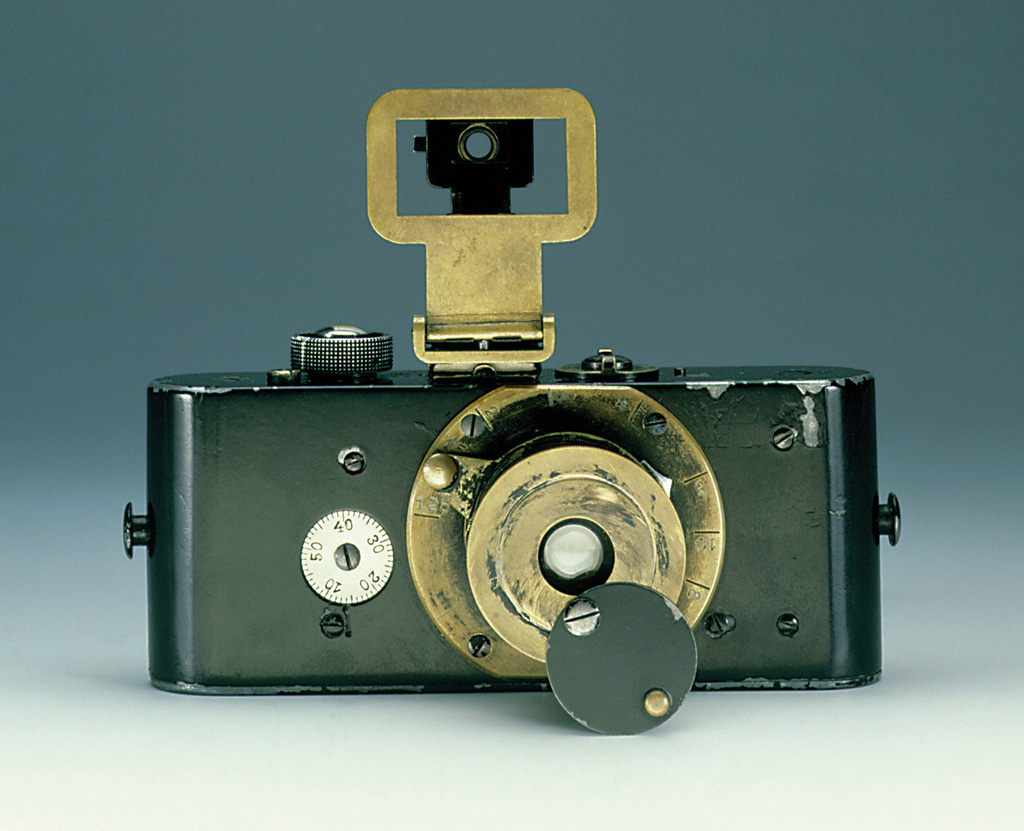
ウル・ライカ

- ウル・ライカ（Ur Leica 、1914年製作） - 試作機。暗室で35mm映画用フィルムを詰め、その2コマを1コマとして使用する。「Ur」とはドイツ語で「最初の」を意味する。フィルム巻上と同時にシャッターがセットされるセルフコッキング方式。巻き上げ中にフィルムの感光を防ぐ仕組みがないため、巻き上げ時にはキャップをしなければならない。レンズは二段に沈胴するマイクロズマール64mmF4.5固定。当時はまだパトローネ入りフィルムはなかったので、装填・取り出しは暗室で行う。3台が製作され、1台は開発者であるオスカー・バルナックが自分用に使い、もう1台はエルンスト・ライツ1世が所有した。その内の2台が現存している[3]。
  - ウル・ライカレプリカ（1975年製作） - ライカ発売50周年を記念したレプリカで代理店などに配られた。外観だけを再現したダミーであったため撮影には使えない。
- ライカ0（Null Leica 、1923年製作） - ウル・ライカの市場調査用として製造番号100から129までの30台が製作されたが市販はされなかった[4]。型式名も後でつけたものである。金属剥き出しの黒塗りだったボディーに革が張られた。ファインダーは当初折畳式の枠ファインダーだったが後にガリレオ式に変更されている。レンズは沈胴式ライツ・アナスチグマート（Leitz-Anastigmat ）50mmF3.5固定。シャッターはスリット幅可変となっている。シャッター切り替えレバーのポジションはZ、M、RがありZはT、Rは巻き戻し。Mにするとダイヤルによりシャッタースピード調節が可能になり、スリット幅2mmが1/500秒相当、5mmが1/200秒相当、10mmが1/100秒相当、20mmが1/50秒相当、50mmが1/20秒相当[5]。マガジンを採用し日中のフィルム交換が可能になったが、シャッター幕の構造上フィルム巻き上げ時にはレンズキャップを付けなくてはならない。製造番号105はオスカー・バルナックが個人で使った個体で、その旨の刻印がある[6]。製造番号118は巻き戻しノブに4mm強の胴がついた特殊型[5]。
  - ライカ0復刻版（2001年発売） - 折り畳み式のファインダーを装備したバージョンの復刻版。135フィルムが使用できるようになっている。

### ライカI系

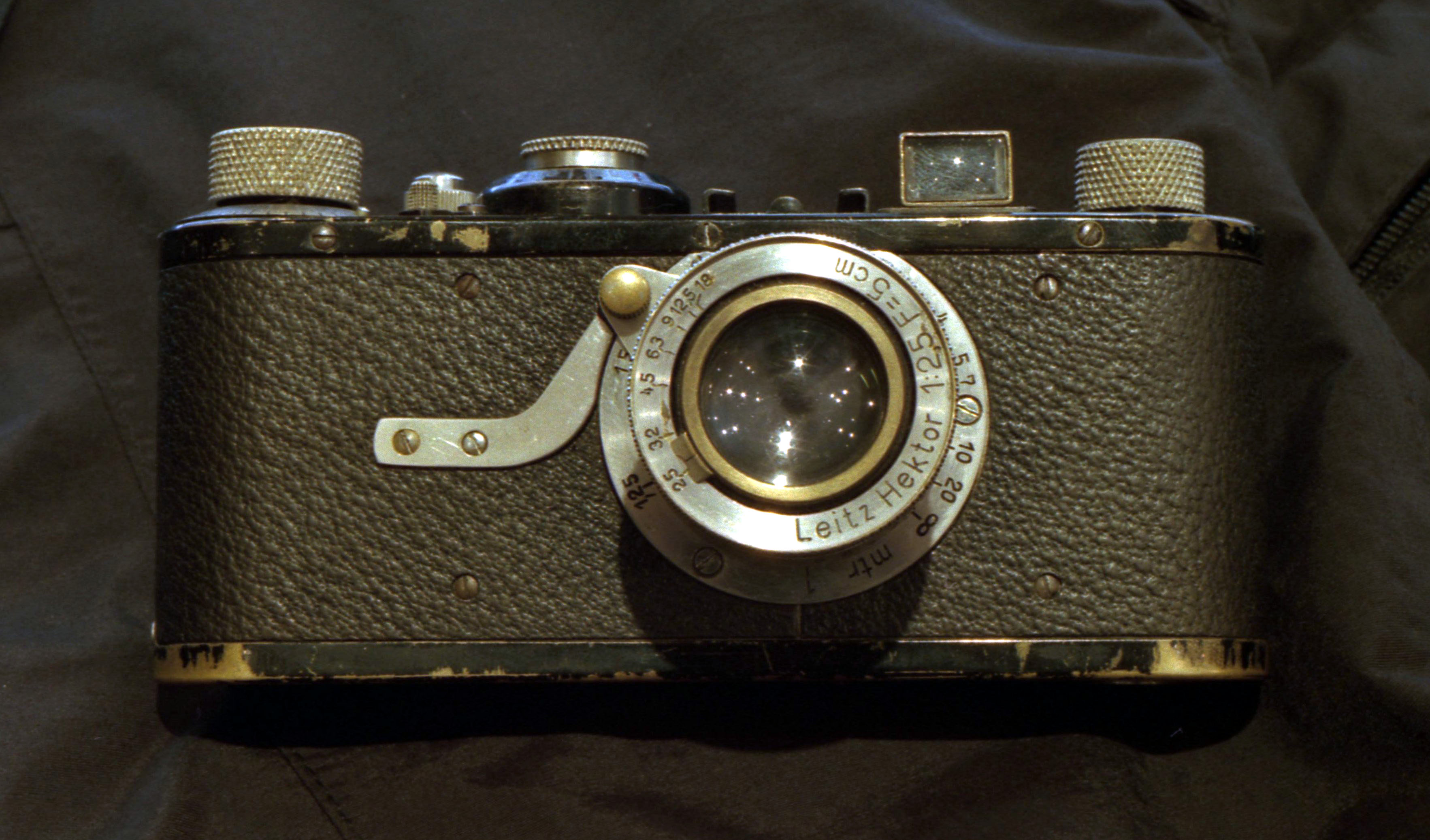
ライカI

- ライカI（A）（Leica I、Leica A 、1925年発売[7][8]） - 春ライプツィヒの見本市[8]（Leipzig Spring Fair [9]）に「ライカカメラ」として出品された[3]。レンズは沈胴式固定。ピント合わせはコードFODISの単独距離計を使用する[7]。1936年まで製造された[10]。
  - ライカI（A）ライツ・アナスチグマート付き - 当初レンズには3群5枚のライツ・アナスチグマート（Anastigmat ）50mmF3.5を装着していた。製造番号は130から285前後[8]で、ライカI（A）エルマックス付きとの切り替え時期は明確でない。生産台数は150台程度である[8]。最短撮影距離1m。
  - ライカI（A）エルマックス付き - 内容はそのままに、レンズ名をエルンスト・ライツの「エル」とマックス・ベレークのマックスを組み合わせてエルマックス（Elmax ）と改名した。最短撮影距離1m。日本に最初に輸入されたライカは1925年夏に輸入されたこのモデルで、製造番号377であった[2]。製造番号は280から1300前後で、生産台数は約1,000台[8]。
  - ライカI（A）旧エルマー付き（1926年発売[7]） - エルンスト・ライツの予想に反して1925年のうちに約1000台が売れ、優秀ながら後玉が3枚張り合わせで製造が面倒なエルマックスの製造が間に合わないため1926年にゲルツからガラスの供給を受けて製造された沈胴式3群4枚エルマー50mmF3.5を装備した[7][8]。製造番号1300前後から12,000-13,000台が生産された[8]。
  - ライカI（A）新エルマー付き（1928年発売[11]） - ゲルツが1926年にツァイス・イコンになってガラスの供給が止まると1928年にはショットから供給されたガラスでエルマー50mmF3.5が設計され[11]、製造番号13500辺りから切り替えられた[8]。ゲルツから供給されたガラス材で製造されたエルマーを「旧エルマー」、ショットから供給されたガラス材で製造されたエルマーを「新エルマー」と俗称する。
  - ライカI（A）近接エルマー付き（1927年発売[12]） - 1927年から1931年にかけ、イギリスのライカ代理店だったOgilvy &Co.の注文で0.45m（1.5ft）まで接写できるタイプが何ロットか製造された。旧エルマー付きと新エルマー付きがある。
  - ゴールデンライカ（1929年発売） - ライカの成功を記念しクリスマスに製造番号34803から34818の16台がワニ皮ケースに入れられ発売された[13]とする説と、製造番号28692から68834の間に合計95台が存在する[12]とする説がある。金仕上げ、革張りである点以外一般のライカI（A）との違いはない。
  - デラックスライカ（1930年発売） - 本革張りで、製造番号36333から69009の間で184台が製造された[12]。
  - ライカI（A）ヘクトール付き（1930年発売[12]） - 後に交換レンズとしても供給された沈胴式3群6枚のヘクトール（Hector ）50mmF2.5を装着したモデル[12]。1932年まで販売された[12]。製造番号は38622から71230の間で1,330台[7][12]。
- ライカI（B）（Leica I、Leica B 、1926年発売[11]） - フォーカルプレーンシャッターではなくデッケル製レンズシャッター「コンパー」を装備したため「コンパーライカ」と俗称される[14]。巻き上げとシャッターチャージが同時にでき二重写しを防げるという特徴が失われてしまい、またシャッターが回転ヘリコイドに取り付けられていたためピント合わせでシャッター位置が変更されてしまい操作性が悪かった[14]。ライカI（A）では無限遠から1mまでの間にヘリコイドは1回転するが、このカメラではピッチを変えることで1/4回転とし、少しでもシャッターレリーズの位置が変わらないようにとの努力はしている。製造番号は5701から51715までの中にあることになっているが、この番号外の製品も多い[13]。本商品が企画された理由としては「普及版[15]」「スローシャッターの要望に応えた[15]」等という俗説があるが、1979年までの人生の大半をエルンスト・ライツで勤務したエミール・G・ケラー（Emil G. Keller ）によれば、ライカI（A）のシャッターに根本的欠陥があって寒冷地で動作しなくなった上に幕がべたついて交換が必要となり、その間客に渡す代替機が必要になったからであるという。このトラブルは、ラーン川から氷を採取して寒冷テストを行い、シャッターベアリング径を拡大するとともにアメリカのグラフレックスから輸入した新しい幕を採用することによって解消されたので、このカメラの製造も中止された[16]。企画された経緯と、1970年代末のエルンスト・ライツ崩壊の際に放出された資材の中にかなり多数のコンパー付きエルマーが入っていたことから、片山良平はライツがこのカメラを回収し破棄した可能性に言及している[16]。レンズシャッターを装備したライカはこの機種だけである。
  - ライカI（B）旧コンパー付き - 当初はダイヤルセット式のコンパーが装着されていた。公式には638台生産されたことになっている[11]。
  - ライカI（B）新コンパー付き（1928年発売[14]） - 後期型にはリムセット式のコンパーが装着された。公式には969台生産されたことになっている[11]。
  - ライカI（B）近接エルマー付き - 1927年から1931年にかけ、イギリスのライカ代理店だったOgilvy &Co.の注文で1.5ftまで接写できるタイプが何ロットか製造された。旧エルマー付きと新エルマー付きがある[12]。
- ライカI（C）（Leica I、Leica C ） - レンズ交換が可能になった。50mmのファインダーのみ装備する。初期には135mmの回転式視野マスクを備える個体がある。製造番号46000の初め頃からライカI（A）やライカI（B）と並行して生産されている。交換レンズは当初エルマー35mmF3.5、エルマー50mmF3.5、ヘクトール50mmF2.5、エルマー135mmF4.5が用意され、後にエルマー90mmF4、ヘクトール73mmF1.9が追加された[17]。
  - ライカI（C）Oマークなし（1930年発売[18]） - 機械的にはいわゆる「ライカマウント」[注釈 1]と同じネジマウントによるレンズ交換が可能となったが、当初はフランジバックが統一されておらず、ボディーの製造番号下3桁とレンズに刻印された3桁の数字が合致する個体同士でしか使えなかった。
  - ライカI（C）Oマーク付き（1931年発売[10]） -製造番号60500以降フランジバックが28.8mmに統一され、いわゆる「ライカマウント」となってカメラごとにレンズを調整する必要がなくなった[18]。フランジバックが統一されているモデルはマウント部12時位置に「0」マークが入っている[17]。1933年製造番号99755を最後に製造が中止された[17]。仕上げは全てニッケルメッキ[19]。

### ライカII系

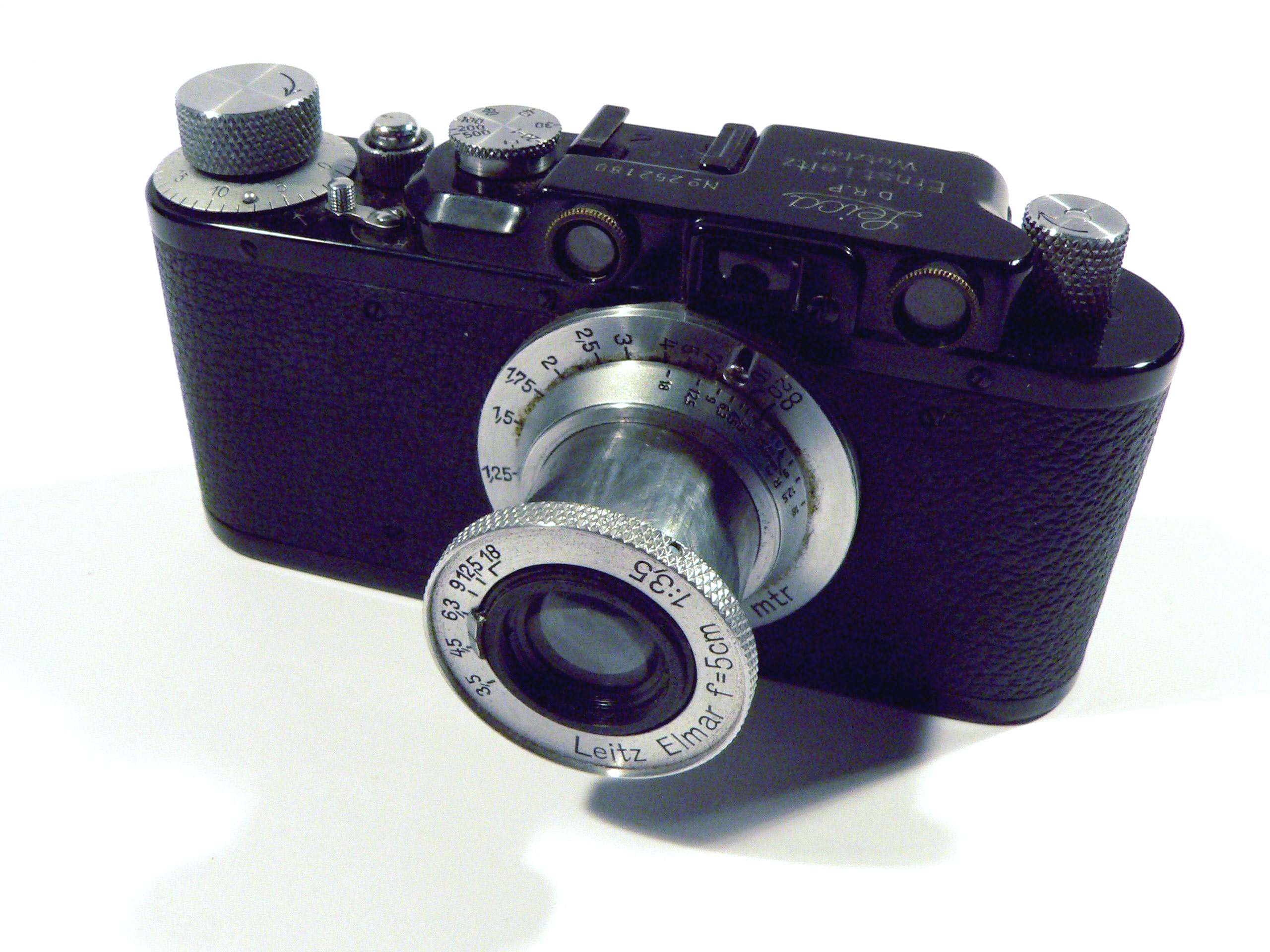
ライカII

- ライカII（Leica II 、Leica D 、1932年2月発売[20]。） - 1932年春ライプツィヒの見本市で発表された[21]。レンズのピントリングと距離計が連動する連動距離計を装備し、いわゆる「バルナックライカ」の典型的な姿になった最初のモデル。距離計は等倍で、間にファインダーを挟む構造は基線長を長く取れる上にファインダーがレンズの真上近くに来るためパララックスが小さくなる利点がある。ライカがこの構成で特許を取得したため、コンタックスIはファインダーの位置をI-5型から変更させられ、ハンザキヤノンはポップアップ式ファインダーで対応し、レオタックスカメラは基線長が短くなる上にパララックスが大きくなることを承知でファインダーを外側とさせられる等他社の追随が困難になった[18]。製造番号は71200から。新型として発売されて間もない頃、当時カメラ技術指導者として高名だった吉川速男がシュミット商会の井上鍾に「今回のライカはD型と呼ぶのですか」と聞き井上が「ライカではII型と呼んでいるようです」と回答したことを受け、後日吉川が雑誌に執筆する際ライカDIIと表記したことからしばらくそのように表記された。この流れでライカIIIをライカDIII、ライカIIIaをライカDIIIa、ライカIIIbをライカDIIIbと表記している文献があるが、戦後しばらくして日本でもドイツ表記されることが多くなっている[22]。1948年製造番号355650を最後に製造が中止された。現在のパトローネの原型であるマガジンが開発され、ライカ用パトローネ入りフィルムが各社から発売され始めた。
  - ライカIIクローム（1933年9月発売[21]） - 製造番号99132からクローム仕上げが発売された。金属製品と言えばブラックペイントかニッケルメッキが常識であった中、燦然と輝く仕上げは大変好評で、1935年にはブラックペイント仕様を上回る生産数となった[21]。
  - ライカ250（Leica 250 DD 、1933年試作[18]） - 長尺用マガジンに長さ10mのフィルムを装填し250枚の撮影をする。ダブルマガジンで巻き戻しの必要がない。ライカIIをベースに作られた試作品で製造番号114051と114052の2台のみ。エルンスト・ライツ内の正式名称はリポーター（Reporter ）[18]。
- ライカスタンダード（Leica Standard、Leica E 、1932年発売[23]） - ライカIIから距離計が省略され50mm用のファインダーのみ装備する。ライカI（C）とほとんど同じで、巻き戻しノブが細い点で識別する[18]。1950年まで製造された[23]。短基線長の横型距離計が併売された。仕上げは全てニッケルメッキ[19]だが1933年からクロームメッキが併売されている[18]。製造番号101001から355607、製造台数はブラックペイントとクロームメッキ合わせて27,225台[23]。

### ライカIII系
- ライカIII（Leica III、Leica F 、1933年発売） - ライカIIにスローシャッター、視度調整装置、ストラップを装着する金具が装着され（ライカIIのごく一部にも装着）、距離計の倍率が1.5倍になり測距精度が向上した。製造番号は107601から360000まで。ライカIIが日本でしばらくライカDIIと表記されたのと同様の理由で日本ではしばらくライカDIIIと表記されていた[22]。
  - ライカ250（Leica 250 FF 、1934年発売） - ベースがライカIIIになり、市販された。長尺用マガジンに長さ10mのフィルムを装填し250枚の撮影をする。ダブルマガジンで巻き戻しの必要がない。製造番号130001から生産され、1937年製造番号150124までに244台が生産された。エルンスト・ライツ内の正式名称はリポーター（Reporter ）[18]。
- ライカIIIa（Leica IIIa、Leica G 、1935年発売） - 今まで1/500秒だった最高速が、1932年に発売されたコンタックスIに対抗して1/1000秒になった。シャッターブレーキが装着されシャッター幕のバウンドがなくなった。スローシャッターにクリックストップがついた。製造番号は156201から357200まで。1939年11月当時の価格はエルマー付き820円、ズマール付き1200円で、これは当時東京で土地付き一軒家が充分に購入できる価格であり、「ライカ1台が土地付きの一軒家に相当する」と言われた[24]。ほとんど全てがクローム仕上げ[25]。最終期には旧型ライカ改造用と思われるIIIfタイプの軍艦部を持つシンクロ付きボディーや、上面にフィルムインジケーターのついた巻き上げノブなどライカIIIfの部品を使っている個体がある[26]。オスカー・バルナックが開発に関わった最後のライカとされる[2]。ライカIIが日本でしばらくライカDIIと表記されたのと同様の理由で日本ではしばらくライカDIIIaと表記されていた[22]。
  - ライカIIIaブラック（1935年発売[25]） - 黒塗り仕上げで、約800台と稀少[27]。ほとんどイギリス、アメリカに輸出された[25]。大竹省二が所有している[28]。
  - ライカ250（Leica 250 GG 、1935年発売） - ベースがライカIIIaになった。長尺用マガジンに長さ10mのフィルムを装填し250枚の撮影をする。ダブルマガジンで巻き戻しの必要がない。製造番号150125から353916まで709台が生産された。エルンスト・ライツ内の正式名称はリポーター（Reporter ）[18]。
  - ライカ250モーター（Leica 250 Motor 1943年発売[29]） - ライカIIIaベースのライカ250にゼンマイ式巻き上げ装置ライカモーター（Leica-Motor ）を装備したモデルで、1946年までに29台が生産された[18][29]。ライカIIIcで採用されたシャッターベアリング機構が組み込まれている[29]。
  - ライカIIIaドイツ海軍用 - ドイツ帝国のシンボルである鷲とナチスの鉤十字が刻印されている[30]。海軍用ライカはドイツ海軍の損耗率が高かったため軍用ライカの中でも数が極めて少なく、価値が高いとされている[31]。
  - ライカIIIaモンテザール（Leica IIIa Montè en sarre 、1949年発売[25]） - フランスのカメラ輸入関税が高率であったことから、フランスのライカ代理店S.Tirantyの要請があり、関税の掛からない部品の状態でフランスへ輸出しフランスで組み立てることとなり、西ドイツながらフランス占領下にあったザール地方の小都市St. Ingbertにあったサロプチコ（Saroptico ）という小さい光学器械工場にライツ本社からヴァルター・クルック（Walter Kluck ）が監督官として派遣され、1949年から1951年にかけて約500台を組み立て、フランス国内と当時フランス植民地であったアルジェリアで販売された。ザール製である旨の「モンテザール」（Montè en Sarre ）刻印があり、「モンテザールライカ」と呼ばれ珍品とされる[25]。
- ライカIIIb（Leica IIIb 、1938年発売[27][32]） - 20mm離れていた距離計の窓とファインダーの窓が隣り合わせになり僅かに目を動かすだけで両方を見られるようになったが、これはプリズム1個により実現されている[32]。ファインダー部分はダイキャストとなり、このため距離計対物窓が1mm大きくなり、カメラの全高も約1.5mm高くなった[32]。ボディーの構造は従来通り板金であり、幅もここまで全く変化なく、バルナックライカのオリジナルサイズを保ったライカとしては最も進化したモデルとなった[32]。アクセサリーシューも頑丈な構造になっている。距離計視度調整レバーが巻き戻しノブ基部に移された。製造番号は240001から355000まで[33][34]。ほとんどは輸出または政府機関向けで、ドイツ国内民間用には発売されなかったともいう[34]。ライカIIが日本でしばらくライカDIIと表記されたのと同様の理由で日本ではしばらくライカDIIIbと表記されていた[22]。
  - ライカIIIbブラック - 黒塗り仕上げ。ライカ・ヒストリカによれば5台が生産されたことになっているが実機は確認されていない[34]。

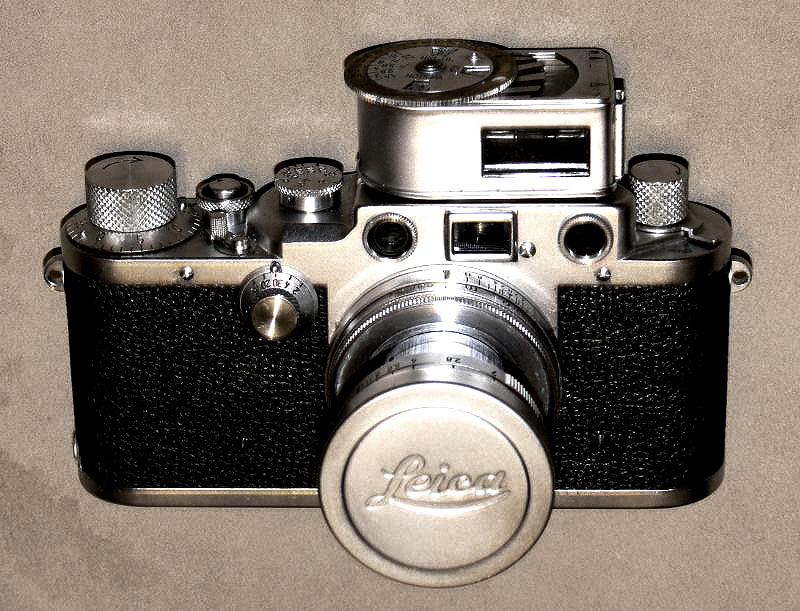
ライカIIIc

- ライカIIIc（Leica IIIc 、1940年発売[35][36]） - 板金製だったボディーが堅牢で加工しやすく再組み立て時精度を出しやすいアルミ合金ダイキャスト製になり[36]15g軽量化されたが幅が2.8mm、高さが2mm大きくなった。生産時期に第二次世界大戦末期を挟むため材質の問題か仕上げの悪い個体、仕様変更が多い[37][38][39][36]。ライカI（A）以来グラフレックスから輸入して来たシャッター幕がアメリカとの関係悪化に伴い途絶え、以前サンプルとして送られていた赤幕を急遽使用したため、一部にシャッター幕が赤い個体があるのもその一例である[16]。
  - ライカIIIc戦中型 - 製造番号は360101から399999。初号機よりライカビットが使用できるようになっているが、当時はライカビットが発売されていない。軍用に生産されたうち製造番号末尾とシャッター幕に「K」の文字が入っている個体は、シャッター軸にボールベアリングが入っている[35][40]。
  - ライカIIIcドイツ空軍用 - クローム仕上げ[37]、革のみグレーでボディーに軍用を示す刻印はないが、装着されていたズミタール50mmF2に「Luftwaffen-Eigentum」の刻印がある[41]。
  - ライカIIIcグレー - グレー仕上げ[30]。製造番号は387501から388925の間に入っているとするが、387120の現物もこれである[41]。片山良平によると日本にも少数輸入され陸軍軍医学校に配備されたという[42]。
  - ライカIIIcグレードイツ空軍用 - グレー仕上げ[30]。
  - ライカIIIcグレードイツ陸軍用 - グレー仕上げ。「Heer--Eigentum」または「Heer」または「W.H.」の刻印がある[40]。フィルム面中央上下に△型の突起があり、これが写り込んで簡単に中心線を引けるようになっている[30]。
  - ライカIIIcドイツ海軍用 - ドイツ帝国のシンボルである鷲とナチスの鉤十字と「MF629」の刻印がカメラ本体と、付属するズミター50mmF2に刻印されている[30]。海軍用ライカはドイツ海軍の損耗率が高かったため軍用ライカの中でも数が極めて少なく、価値が高いとされている[31][40]。
  - ライカIIIc戦後型（1945年発売[43][22]） - 巻き戻し切り替えレバー機部の段差がなくなり、視度調整レバー先端の小ノブが廃止され、シャッターのZ表示がB表示に変更され[44]、フィルムコマ計が1回転+1コマから1コマずつ進むように変更された[43]。製造番号400000から1951年製造の525000[43]。1947年頃に戦中からの張り革のストックが尽き、1950年あたりまで縦シボが強く硬い合成皮革が使用され、これを「シャークスキン」と俗称することがある[39][45]。
  - ライカスタンダードニューヨーク型（1947年発売） - ドイツ本国での生産が軌道に乗るまでの品不足に対応するためニューヨーク・ライツが補修用部品を使用して1950年までに約500台を組み立て、ウォレンサックのレンズを付属して販売した。ボディーシェルはライカIII用を流用したためアイレット金具がつきスローシャッター部分は盲蓋がついている[46]。その数の少なさから収集対象になっている[47]。
- ライカIIc（Leica IIc 、1948年発売[39][22]） - ライカIIIcからスローシャッターを除いたモデル。シャッター最高速も1/500秒に留まる。製造番号440001から1951年の451000[44][45]。アクセサリーシューがネジ2本で止めただけの簡易型になっている。一部生産分には縦シボが強く硬い合成皮革が使用され、これを「シャークスキン」と俗称することがある[39][45]。
- ライカIc（Leica Ic 、1949年発売[45][22]） - ライカIIcからさらに距離計とファインダーを除いたモデル。アクセサリーシューが2個つく。製造番号455001から1952年の563100[45]。
- ライカIIId（Leica IIId 、1940年製造[48]） - ライカIIIc戦中型にセルフタイマーを装備した珍品[48]。427台が製造されたが発売はされなかったと言われており、市販されたバルナックライカではライカ72の次に少数[48]。製造番号は360001から367500までの間に入っている[44][49]。セルフタイマーレバーの頭部にある同心円が6重で、ライカIIIfやライカIIIgの4重と区別できる[48]。
- ライカ72（Leica 72 、1951年生産[50]） - 24×18mm（ハーフ）判。ライカIIIaをベースに、カナダのミッドランドとドイツのヴェッツラーで製造され主にアメリカ合衆国で販売された。ごく少数の例外を除きライカIIIfと同じシンクロ装置を備えている。ヴェッツラーでは製造番号357171から357300までの150台、カナダで357301から357500までの200台分の番号が割り当てられたが、実際にはヴェッツラーで1951年から1963年までに散発的に35台、カナダで1954年から1957年までに180台が生産されたに過ぎず[50]、市販されたバルナックライカとしては最少モデルである[48]。フィルム枚数表示は2回転する。ハーフ判に対応するためのファインダーマスクはヴェッツラー生産の前期型が回転式、後期型とカナダ生産分が対物窓打ち抜き式[51]。

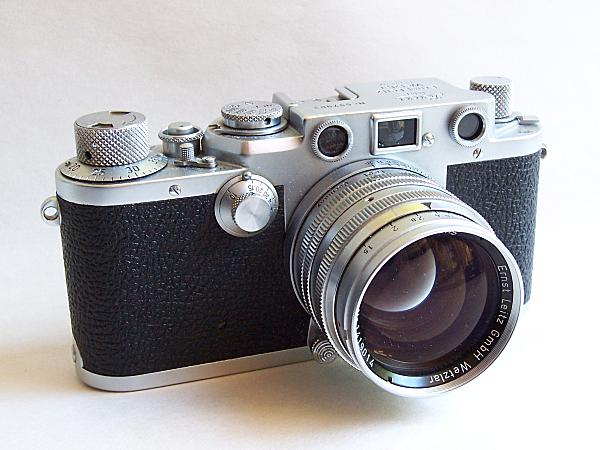
ライカIIIf

- ライカIIIf（Leica IIIf 、1950年発売[52][22]） - フラッシュシンクロを装備したモデル。フォーカルプレーン用のシンクロ規格がなかったため、フラッシュの種類とシャッタースピードでリストからコンタクトナンバーを選んで設定する煩雑な設計になっている。戦中型の軍用ライカIIIc同様のシャッター幕巻軸上下とクラッチギア軸にボールベアリングが使われた[52]。使用フィルムの多様化に対応し巻上軸上面にフィルムインジケーターを装備、モノクロとカラーの区別、ASA、DIN、ウェストンで感度表示ができるようになった[53]。製造番号は525001から。同時に発売されたライカビットが使用できる[44]。最終は1957年生産の837720[44]。ドイツ敗戦の痛手から立ち直り、エルンスト・ライツがあらゆる面で絶頂の状態にある時に製造されたため素晴らしい仕上げで製造数18万台という大ヒットモデルとなった。次モデルのライカIIIgが一線を画する雰囲気を持っていたこともあり、バルナック・ライカの最終型と見る愛好家も多い[36]。
  - ライカIIIfブラックシンクロ - 当初の製品のコンタクトナンバーは黒文字。セルフタイマーを装備しない。564201以降シャッター幕速が向上しシャッター速度がB、1/25、1/50、1/75、1/100、1/200、1/500、1/1000の国際系列に変更された。590681以後底蓋にフィルム安定装置が取り付けられ、フィルムがずれてパーフォレーションが写り込むトラブルがなくなり、装置の形状から「バチつき」と呼ばれている[53]。現代のエレクトロニックフラッシュを使用する場合、コンタクトナンバーは2に合わせる[36]。
  - ライカIIIfレッドシンクロ（1952年発売） - 製造番号615001から当時のシャッター速度系列がアメリカ規格のT、1、1/2、1/5、1/10、15、B、1/25、1/50、1/75、1/100、1/200、1/500、1/1000秒になりコンタクトナンバーが赤文字になったため「レッドシンクロ」と俗称する。これに対し従前のコンタクトナンバーが黒文字のモデルを「ブラックシンクロ」と俗称するようになった[44]。現代のエレクトロニックフラッシュを使用する場合、コンタクトナンバーは20に合わせる[36]。
  - ライカIIIfセルフタイマー付き（1954年発売） - ライカM3発売と同時に製造番号685001からセルフタイマーを装備した。ライカIIIdが極めて少ない、いわば特殊モデルであるため、事実上セルフタイマーを装備した初めてのモデル[36]。
  - ライカIIIf Betriebsk - 社内使用用のライカIIIf。「Betriebsk」の刻印がある[54]。
  - ライカIIIfイギリス空軍用 - アイピース右側に「14A/CA38↑」の刻印がある[30]。
  - ライカIIIfスウェーデン軍用（1956年生産[52]） - セルフタイマーのないブラックペイント仕上げ[30]で、製造番号822901から23000の100台[52]。
- ライカIIf（Leica IIf 、1951年発売[55][22]） - ライカIIIfからスローシャッターを除いたモデル。製造番号は451001からで、最終は1956年822000[56]。
  - ライカIIfブラックシンクロ - 当初の製品のコンタクトナンバーは黒文字。セルフタイマーを装備しない。シャッター最高速は1/500秒。
  - ライカIIfレッドシンクロ（1952年発売[55]） - 製造番号574401からライカIIIfと同様「レッドシンクロ」となった。
  - ライカIIf1/1000秒付き（1954年発売[57]） - 製造番号677501からシャッター最高速1/1000秒を装備した[57]。セルフタイマーやスローシャッターを備えないので軽量であり、カメラを持つのに邪魔がなく、また中古で比較的安価に手に入る[57]。
- ライカIf（Leica If 、1952年発売[57][22]） - ライカIIfからさらに距離計とファインダーを除いたモデル。アクセサリーシューが2個つく。製造番号562001から[58]。最終は1957年の851000[58]。
  - ライカIfブラックシンクロ - 当初の製品のコンタクトナンバーは黒文字[59]。すぐにレッドシンクロ型に切り替わり、生産台数が1188台と少ないため割高に取引されている[59]。
  - ライカIfレッドシンクロ（1952年末発売[59]） - 製造番号564201からライカIIIfと同様「レッドシンクロ」となった[59]。
- ライカIIIg（Leica IIIg 、1957年[22]3月発売[53]） - ライカM3と同様のパララックス自動補正ブライトフレームファインダーを装備したモデル[53]。枠は50mmと90mmmの両方が常時表示される[53]。ファインダーの大型化に伴いライカIIIfとの比較で高さ4mm、奥行1mmほど大きくなっている[53]。シャッタースピードは倍数系列になっている[53]。シンクロ機構はライカM3と同じく自動切り替え[53]。製造番号は一般に825001からとされる[53]が、中村孝によればライカミュージアムにはセルフタイマーのない、つまりライカIIgそのものと思われる製造番号825001の個体が展示されているという[60]。最終は「型と番号の製造年度表」に基づき1960年生産の988350[56]とされることが多いが、「ライカ・ヒストリカ」は1960年までに988025までが生産され、その後1970年988280まで少数が生産されたとする[53]。
  - ライカIIIg Betriebsk - 社内使用用のライカIIIg。「Betriebsk」の刻印がある[54]。
  - ライカIIIgスウェーデン軍用（1960年生産[53]） - 黒塗りで、王冠3つのマークが入っている。ライカIIIgの1960年最終ロットでもあり、987901から988025の125台[53]。
- ライカIIg（Leica IIg 、1957年製造） - ライカIIIgからスローシャッターとセルフタイマーを除いたモデル[61][60]。正式に発売されたかは不明で、中川一夫などは「発売されていない」としている[60]。ライカミュージアムにはスローシャッターとセルフタイマーのないライカIIIg、つまりライカIIgそのものと思われる製造番号825001の個体が展示されている[62][60]。極短期間ながら一時ライカツリーにも展示されていたにも拘らずエルンスト・ライツ自身が存在を否定し[61][62]、生産数は数台[61]とも十数台[62]とも15台[61]とも言われる。珍品であるため、初期のライカIIIgとライカIgを組み合わせた偽物が多数あり[61][62][60]、また判断基準もないので識別が困難である[61][62]。James Lagerは本物のライカIIgとして製造番号825001、825015、845680、847687の4枚の写真を挙げている[60]。中村孝は1989年9月に825917を入手しPaul-Henry van Hasbroeckに写真を送り「本物である」旨の回答を受けたが、その後Paul-Henry van Hasbroeckが出したライカ本の増補版にも掲載されなかったという[60]。
- ライカIg（Leica Ig ） - ライカIIIgから距離計とファインダーとセルフタイマーを除いたモデル[62]。1963年まで生産され製造番号887001から987600、製造台数6,255台[62]。
  - ライカIgスローあり（1957年[22]発売） - Iシリーズでは例外的にスローシャッターが装備される。アクセサリーシューが2個つく。
  - ライカIgスローなし（1959年頃製造[62]） - ライカIgのスローシャッターが省略されたモデル。ライツのカタログにも掲載されず製造は数台[54]とも100台前後[62]とも言う。製造番号924590から924623、925021から925054の68台はシーメンスの電子顕微鏡システムに組み込まれ、アクセサリーシューの代わりに盲蓋が施されたり特殊形状巻上ノブが使われていることが知られている[62]。
  - ライカIgポスト - 少数生産された[62]。

## M型ボディー
ライカMマウントのレンジファインダーカメラ。ただしレンジファインダーを搭載しない機種もある。フランジバックは27.8mmとバルナック型と比較してちょうど1mm短く、1mm厚のアダプターを使用しライカスクリューマウントのレンズも使用できる。

### M3系

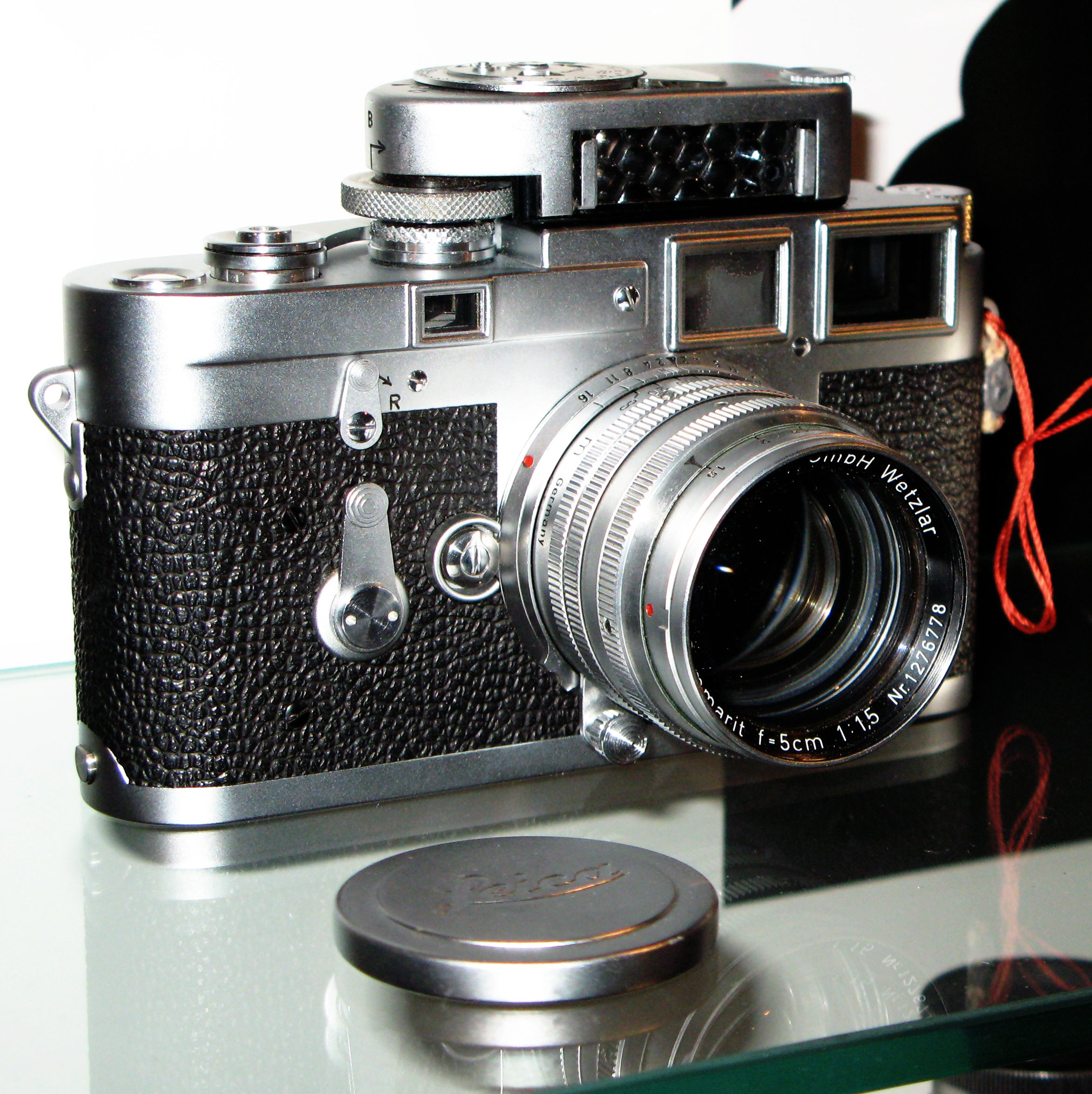
ライカM3

- ライカM3（Leica M3 、1954年[63]4月3日発売[64]） - 1954年のフォトキナで発表され、ドイツ国内ではズミクロン50mmF2つき1159マルクにて即日発売された[64]。日本での価格は約23万円でまさに高嶺の花であった[64]。新型のバヨネット式Mマウントを備え迅速にレンズ交換でき、50mmのファインダー枠が常時表示され、装着レンズに従い90mm、135mmのファインダー枠が自動で表示される[65]。ファインダー枠はパララックスを自動補正する。ファインダーは等倍とする資料も多いが0.91倍[65]であり、両目を開いての撮影時、人によっては違和感を覚える原因となる。距離計は有効基線長68.5mmで135mmレンズにも充分な測距精度を持つ。レチナ式のレバー巻上により迅速に巻き上げられる。クリックストップのある一軸不回転ダイヤルを備えて迅速にシャッター速度が設定でき、メトラワット製でセレン光電池式の外付け露出計「ライカメーターM」を使用できる。裏蓋が一部開き、フィルム装填が迅速簡単になった。スプールを抜くとフィルムカウンターは自動で「-2」に復帰する。広角レンズを使用する際は焦点距離35mmのレンズにある「眼鏡付き」のレンズを使用する[66]か、外付ファインダーを使用する。当初は「2ストローク」「ダブルストローク」と呼ばれる二回巻き上げ方式、シャッタースピードは国際系列でB、1、1/2、1/5、1/10、1/25、1/50、1/100、1/250、1/500、1/1000秒の11スピードだが中間速度も使用できる。シンクロ速度は1/50以下[63]。フィルムの平面性を向上するためガラス製圧板を採用した。製造は製造番号700000から始まった[65]。1955年4月製造番号785801から手動でブライトフレームを選択できるフレームセレクターレバーが付き、装着されていないレンズの枠を呼び出し画角を確認できるようになった。1956年外付け露出計がワイドレンジ化された「ライカメーターMC」となった。ガラス製フィルム圧板が乾燥した環境下で急速な巻き戻しをすると静電気の発光がフィルムに写ったり高温多湿下で貼り付いたりといった事故の原因になったため製造番号844001からプレス金属製となり、それに伴い裏蓋自体もダイキャスト製から板金製に変更された。1957年ライカIIIg発売と同時に製造番号854001から倍数系列[67]でB、1、1/2、1/4、1/8、1/15、1/30、1/60、1/125、1/250、1/500、1/1000秒の12スピードとなり、これに伴い「ライカメーターMC」も倍数系列となった。1958年ライカM2発売と同時に製造番号915251[67]以降「1ストローク」と呼ばれる分割巻き上げも可能な一回巻き上げになり、測距フレームの上側辺にF16時下側辺にF5.6時の焦点深度を示す凸型指標が入り、またライカM2で採用された新型シャッターブレーキを装備した。1959年中頃ライカM2の巻き戻し切り替えがボタンからレバーに変更されたことに伴い製造番号963001からライカM2と共通の小さいレバーに変更され、これと同時にネックストラップアイレットが独特の耳型から旧来の半球型になった。製造番号115万台中頃にバヨネットロック解除ボタン保護リングが省略された。1966年最終機1206999までクローム仕上げ2111120台が生産され[68]、うち約7,000台がカナダライツ製である[67]。ウェツラーと刻印している製品の中にもカナダライツ製の個体があり、「M3」刻印のMの文字がわずかに大きいことで識別できる[69][67]。個体差はあるものの、初期の製品の方がシャッター音が静かで操作が滑らかな傾向にあるという[70][71][65]。クラシックカメラの内でも最高のものとされる[63]。
  - ライカM3ヌル型 - 試作機で、1952年から1953年にかけて製造された。一般のライカM3にある「M3」の刻印はなく、0035、0041といった4桁の番号が付けられている。フィルムカウンターが外部に露出していること、巻き戻しノブが一般機と逆の反時計回りであること、撮影カットの覚えのためパンチ機構がついていること、トッププレートの"Leica"の文字のうち"eica"の文字が大きい旧タイプのロゴを使っていることがなどが特徴として挙げられる。約65台が製造されたが現存は一説によれば6から7台ともいう[65]。
  - ライカM3-700型 - 上述のようにライカM3は製造番号700000から製造を開始したが初期製品のトップカバーは他にない形状であり、片山良平はライカM3ヌルを作成した時の残りを使用したのではないかと推定している。片山良平が製造番号700575を所有し700700番台も見たことがあることから、750台くらいはあるのではないかという[68]。
  - ライカM3ブラック - アンリ・カルティエ＝ブレッソンがクローム仕上げのライカに黒いビニールテープを貼って目立たなくして使っていたのを見かねたエルンスト・ライツが黒塗りを製作したのが最初と言われる。ただしブレッソンは「やはりこの方が使いやすいので」とその黒塗りのボディーに黒いビニールテープを貼って使ったという[67]。エルンスト・ライツの製造番号表によれば黒塗りは3,010台が生産された[68]が、番号表から外れた黒塗りの個体もあり、また純正でない後塗りもある。
  - ライカM3オリーブ - 当時の西ドイツ国防軍用[72]として1957年に製造番号910501から910600の100台、1958年に920501から920521の21台、1966年に1158996から1159000の5台、1968年に1206962から1206999の38台、計164台が生産された[73]。
  - ライカM3 Betriebsk - 社内使用用のライカM3。「Betriebsk」の刻印がある[54]。
  - ライカM3E - アルフレッド・アイゼンシュテットの求めにより、ライカビットMPを装着できるよう巻上げ軸を改造し、フィルムカウンターを後に発売されるライカM2形式の手動リセットとし、セルフタイマーを省いた特殊モデル。「ライカM3E-1」1台のみ生産された[73]。
  - ライカM3D - デビッド・ダグラス・ダンカンの求めでライカM3Eと同様の機能で「ライカM3D-1」から「ライカM3D-4」までの4台が黒塗りで製造された[73]。「ライカM3D-4」は後に三木淳に譲渡された[74]。
  - ライカM3ライカビット装着モデル - 普通のライカM3を純正改造しライカビットMPを装着したモデル。一見ライカMPのようだがセルフタイマーを装備しており、製造番号も通常品と同様の通し番号である。製造台数は数十台と言われる[54]。
- ライカMP（Leica MP 、1956年発売[75]） - ライカM3E、ライカM3Dの存在を知った有名カメラマンから製造の要望があったため生産された[75]。Pはプロフェッショナルの意[75]。ライカM3との違いはライカビットMPを装着していること、フィルムカウンターが後に発売されるライカM2形式になっていること、セルフタイマーがないことなどが挙げられる[75]。「ライカMP-1」から「ライカMP-12」までの12台はシャッタースピードが国際系列でクローム仕上げ、1957年に入って生産された「ライカMP-13」から「ライカMP-150」までの138台は倍数系列で黒塗り、「ライカMP-151」から「ライカMP-300」までの300台は倍数系列でクローム仕上げ。レバーによるフィルム巻き上げも可能で、全て2回巻き上げ。プロの酷使に耐えるべく硬化処理したスチール製機構部品を使用している。当初のロットに500台を割り当てその後も生産を続行する予定であったが、ほぼ同仕様のライカM2発売により売れ行きがは芳しくなく早々に生産を打ち切った。450台の中にはユーザーの要望でライカM2のトップカバーとファインダーシステムを用いた個体やセルフタイマーを装備した個体[75]や一回巻上げに改良した個体[75]もあり、これらの個体の製造番号の後にはスペシャル仕様を示すSPの文字が入っている[73]。生産台数が少ないためライカM3やライカM2のパーツを寄せ集めた偽物が存在する[75]。
  - ライカMPダミー - 店頭展示用のデモ機。ブラック仕上げとクローム仕上げがある。製造番号は機種を示すMPの文字の後に600番台の数字、ダミーモデルを示すAを組み合わせた「MP6**A」である。1980年代の後半頃から普通のライカM3やライカM2の部品を組み込み動作するようにし、本物のライカMPの3分の1程の価格で販売される個体が市場に出て来ている[76]。

### M2、M1系

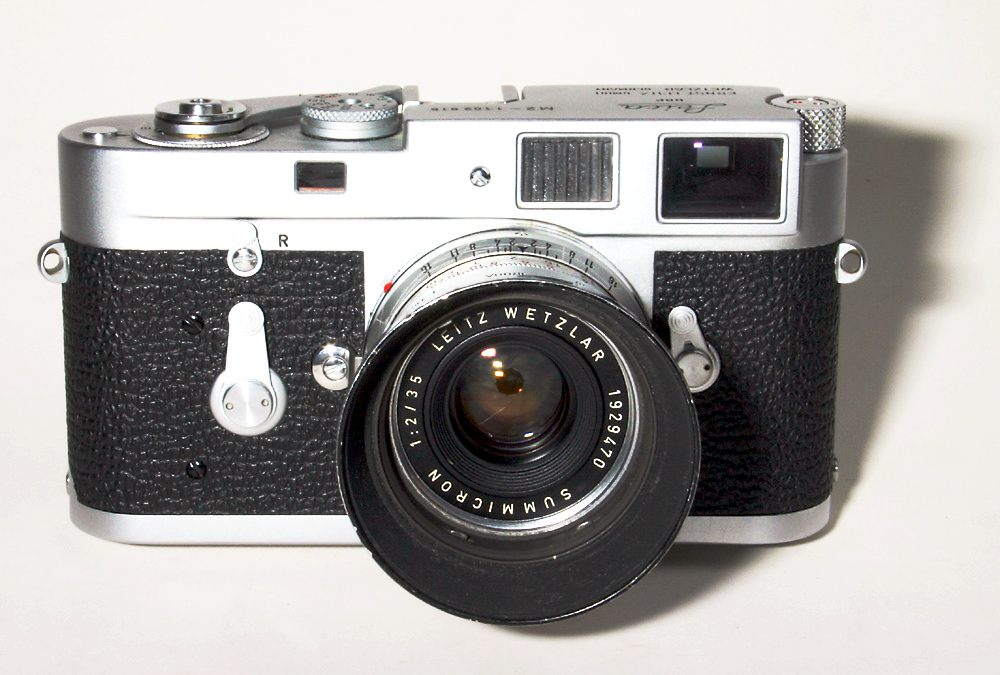
ライカM2

- ライカM2（Leica M2 、1957年発売） - 50mm、90mm、35mmのファインダー枠を備え、装着レンズに従い自動で切り替わる[77]。これに伴いファインダー倍率は0.72倍に低下し、それに伴い有効基線長も51.4mmに短くなっている。測距フレームの上側辺にF16時下側辺にF5.6時の焦点深度を示す凸型指標が入った[77]。以降ほとんどのMシリーズライカのファインダーはこのファインダーを基本とする。フィルムカウンターリセットが手動なのでフィルムを装填したら「-2」に合わせなければならない。シャッター速度ダイヤルは当初から倍数系列であった。ライカM3の廉価版[78][77]という位置づけであったが実際にはあまり価格は変わらず、一般には広角型として扱われた。製造は製造番号926001から始まった。1958年ライカM3と共通だったファインダー窓が製造番号929001以降13条の縦溝が内側に入った乳白色樹脂製に変更になった。当初セルフタイマーは装備されなかったが製造番号949101からアメリカ向けには装備されるようになった。1959年製造番号959501以降ファインダー窓の縦溝が外側7条になった。1960年製造番号1004151からはセルフタイマーを全数が装備した。新型シャッターブレーキが採用され、シャッター動作がさらに安定した。ライカビットMPが使用できる[77]。1970年までに87,576台が製造された[79]。
  - ライカM2ブラック - 約2,000台が製造された[80]。
  - ライカM2 Betriebsk - 社内使用用のライカM2。「Betriebsk」の刻印がある[54]。
- ライカMP2（Leica MP2 、1958年発売） - ライカM2に3コマ/秒のフィルム巻き上げ用モータードライブを組み込んだモデルで製造番号935501〜935512、952001〜952015の2ロット約27台が製造された。電源は単3×8本。セルフタイマーが省略されている[81]。
  - ライカM2グレー（1960年製造） - 当時の西ドイツ空軍用[81]ともアメリカ空軍用[82][72]とも言われ、グレー仕上げで製造番号1005751〜1005770の20台が製造された。ファインダー枠は後のライカM4と同じ50mm、90mm、35/135mmとなり、セルフタイマーが省略されている[81][72]。
  - ライカM2-M（Leica M2-M 、1966年発売） - ニューヨーク・ライツがノーマン・ゴールドバーグの開発したM型ライカ用モーターワインダーの製造権を取得、1965年当初はユーザーの持ち込みでモーター部とボディー改造用部品と改造のセットで販売された。1966年にニューヨーク・ライツ製モーターを組み込んだ状態で本社が製造番号1163771〜1164046の275台を製造した[81]。
  - ライカM2-R（Leica M2-R 、1966年発売） - ライカM2末期にライカM4のラピッドローディング機構を組み込んだマイナーチェンジ型。アメリカ軍KS15-4として製造番号1163150〜1163770、1164046〜1164300の2ロット876台が製造されたがキャンセルになり市場に流れて話題になった。これは軍艦部の機種名も「M2」のみであったが、後にニューヨークライツがドイツ本社に同じ物を発注し、軍艦部にある機種名は「M2-R」となり製造番号1248201〜1250200が割り当てられて生産された[81]。
- ライカM1（Leica M1 、1959年発売） - ライカM2から距離計とファインダーセレクターレバーを除いた製品で、その後のマイナーチェンジもライカM2に準じる[83]。ファインダー枠は35mmと50mmで両方が常時表示される[83]。距離計窓は「M1」と刻印のある盲蓋で塞がれている[83]。パララックス自動補正[83]。セルフタイマーは装備しない。ライカビットMPが使用できる。エルンスト・ライツではライカM2への改造を引き受けていたが実例は確認されていない[84]。1964年までに9,442台[85]または9,650台[84]が製造された。
  - ライカM1オリーブ - 1960年西ドイツ国防軍用[72]に製造番号980451〜980500の50台、1961年に1035926〜1036000の75台、1964年に1098101〜1098183の83台、合計208台が生産された。ファインダー枠は50mmと135mmに変更されており、ファインダーアイピースの上に「5+13.5」の文字があり、オリーブ仕上げのエルマー50mmF2.8、ヘクトール135mmF4.5とセットになっていた。ただし最終ロットの一部に通常のライカM1と同様35mmと50mmのファインダーを持ちズマロン35mmF2.8とエルマー50mmF2.8がセットになっている個体が少数ある[84]。
  - ライカM1ライカMD型トップカバーつき - ライカMDと同じトップカバーを使用する特殊型。製造番号980300から980400と、980401から980450の2グループがあり、前者が製造番号の刻印の前にM1の刻印入りであるのに対して後者は製造番号のみでM1の刻印はない。
- ライカMD（Leica MD 、1963年発売） - ライカM1からさらにファインダーを除いた機種[86]で、バルナックライカで言えばI系列であるが、大きさはライカM2と変わらない。画面の端にデータ記録用のスリットが設けられており[86]、Dはドキュメンテーションのイニシャルという。1966年まで[86]に3,216台が製造された[87]。
  - ライカMDポスト（Leica MD Post ） - 電話の通話数を示すカウンターを記録するための電話局仕様[54]で、コマ数計が自動リセット式であることとデータ写し込み機構を備えないこととフィルム感度メモ用円盤を備えないのが通常モデルとの相違点。シャッター速度1/50秒固定型と全速度備える型がある。製造番号1067871から1068000、1114976から1115000、1141897から1141968の3ロット227台は通常通り24×36mm（ライカ）判だが、製造番号1141969から1142000の32台は24×27mm判[87]。
  - ライカMDグレー - 灰色塗装されたモデルで16台製造された[54]。
  - ライカMDシンクロなし - 顕微鏡撮影などシンクロが必要ない撮影用にコストを下げるため製造されたモデル[54]。
- ライカMS（Leica MS ） - アメリカ合衆国海軍からの注文で製造された特殊型。航空機パイロットがヘルメットをかぶったままで使用できるハイアイポイントファインダーを採用している。ファインダー枠は90mmと135mmで、ピントを無限遠に固定されたMズミクロン90mmF2、Mエルマリート135mmF2.8とセットにされていた。シャッタースピードは1/250、1/500、1/1000秒のみ。フィルム巻き上げはライカビット式で、グリップを浅く引くとシャッターが落ち、さらに強く引くとフィルムが巻き上げられるようになっている。モータードライブ装着型も存在している。製造台数は10台以下[88]。

### M4系
- ライカM4（Leica M4 、1967年6月発売） - ファインダーは基本的にライカM2を踏襲したが135mmのファインダー枠も装備され、装着されたレンズに従って自動で50mm、90mm、35/135mmの枠を切り替える[86]。巻上レバーにプラスチック製の指当てがつき、巻戻はノブからクランクとなりライカメーターMR装着時でも楽に巻き戻せるよう斜めに取り付けられている[86]。シンクロターミナルが一般的なDIN式に変更されている[86]。裏蓋を開くとフィルムカウンターが自動リセットされる。製造番号は1175001から始まり、1975年[86]の生産中止までにクローム仕上げ47,191台[86]と、少数の焼付ブラックが生産された[89]。巻上げ軸が改良されたためライカビットMPは使用できない[86]。
  - ライカM4-M（Leica M4-M 、1968年発売） - ライカM4をニューヨーク・ライツがモータードライブ装着対応とした型。モーターに対応するためラピッドローディング機構は外されている。軍艦部の刻印は当初「M4-M」で製造番号1185001から1185150の150台が生産された。1969年には軍艦部の刻印が「M4-MOT」となり、製造番号1206737から1206891の154台、1248101から1248200の100台、1970年に製造番号1267101から1267500の400台、1971年に製造番号1274001から1274100の100台、計904台が全て黒塗り仕上げで生産された[90]。
  - ライカM4-M/Da（Leica M4-MDa ） - ライカMDa同様データ記録用スリットがある。モータードライブ装着は不可能。Mの文字の横に白丸マークが入っているものはツァイスから注文を受けて眼底検視鏡記録装置として製造されたもの[90]。
  - ライカM4オリーブ（1970年生産） - 西ドイツ軍向け[72]に製造番号1266101から1266131の31台が生産された[91]。
  - KE-7A（1972年[92]もしくは1973年[93]生産） - アメリカ軍向けにカナダライツで生産された。機能的には通常のライカM4と同様[94]だが気温-20℃までの耐寒性、回転部の耐塵性が考慮されている。製造番号は試作が1293771から1293775の5台、軍に納入された1294501から1294250の250台、一般向けに市販された1294251から1294500の250台、計505台が生産された。全てブラッククローム仕上げでMエルカン50mmF2レンズが装着されていた[91]。
  - ライカM4ブラッククローム（1974年発売） - ライカM5の不評を受けてカナダライツにてライカM4がKE-7Aと同じブラッククローム仕上げで製造番号1380001から再生産された[95][91]。当時は軍用ライカと同じ仕上げで、激しい撮影でも塗装が剥離しないため、黒塗りより人気が高かった[95]。製造ロットは138万番台、141万番台、144万番台にある[95]。
  - ライカM4ライカ発売50周年記念モデル（1975年発売） - 製造番号L-001からL-350、E-001からE-350、I-001からI-350、C-001からC-350、A-001からA-350の計1750台生産された[96]。うちC-刻印の350台はカナダライツ刻字の製品が使用された[92]。

### M5系

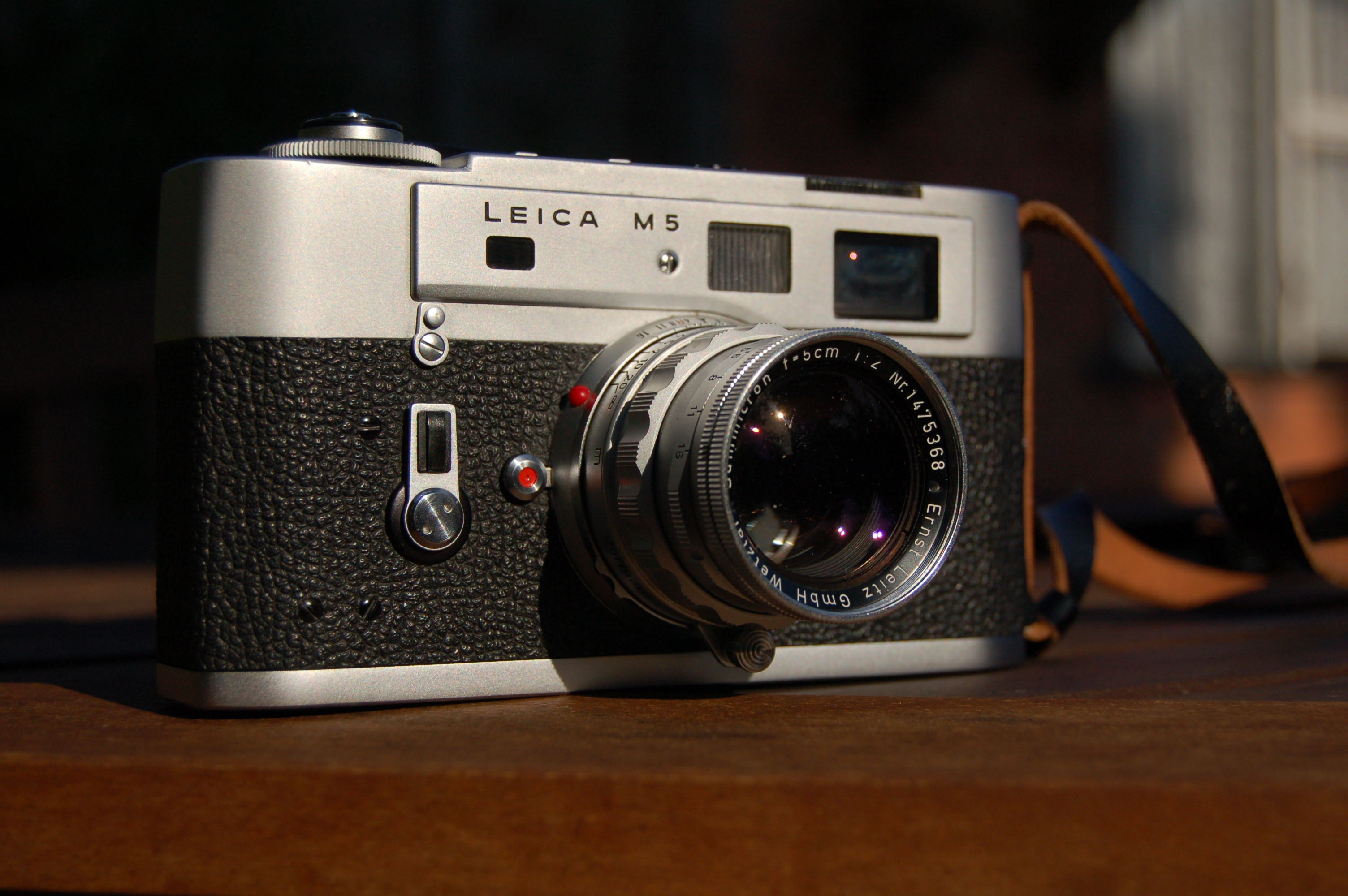
ライカM5（ズミクロン50mm固定鏡筒型付き）

- ライカM5（Leica M5 、1971年発売） - CdS素子によるTTL露出計を装備する。それまでの端正なデザインを壊した大型のカメラで「弁当箱」と揶揄され発売当初は不人気だったが、1975年に製造中止後しばらく経ってから人気が出た。異形に見えるがファインダー系は以前のものを踏襲している。露出計受光部はレンズ装着を感知してフィルム前面に降りて来[95]、シャッターレリーズすると上がる。21mmレンズ使用時には50mmの、28mmレンズ使用時には90mmの、35mmレンズ使用時には135mmのファインダー枠が測光範囲を示す。測光は30秒まで可能だが1秒を超える長時間露光はBでシャッターを開いてストップウォッチなどで計測しなければならない。当初はストラップ金具が2ヶ所で縦位置状態で釣る方式だったが後に横位置状態でも釣ることが可能な3ヶ所に改められ[97]、従来製品の改造を工場でも受け付けた。1975年までにクローム仕上げ10750台、ブラッククローム仕上げ23150台が生産された[98]。
  - ライカM5ヌル型 - 本格生産に入る前に製造番号1287001から1287050の50台が新型発表会や広報、サンプル用として製造された。黒塗り仕上げ。
  - ライカM5ライカ発売50周年記念モデル（1975年発売） - 製造番号L-001からL-350、E-001からE-350、I-001からI-350、C-001からC-350、A-001からA-350の計1750台生産された[96]。全てウェツラー製[99]。
- ライカMDa（Leica MDa 、1966年発売） - ライカMDの後継機種でありベースがライカM4になっている、と説明するのが分かりやすいが、正確にはライカM2がライカM4に交代する前にライカMDはライカMDaに交代している。フィルム巻き上げレバーが万能複写装置IIa型と干渉するという理由ですぐにライカM2と同型にされた。画面の端にデータ記録用のスリットが設けられている[97]。1976年までに特殊モデルを除き14308台製造された[100]。
  - ライカMDaポスト（Leica MDa Post 、1967年生産開始） - 電話の通話数を示すカウンターを記録するための電話局仕様。ポストライカは戦前から製造されていたが電話局がコンピューターで制御されるようになって需要がなくなりこの機種が最後となった[54]。1967年に生産された製造番号1164866から1164940の75台、1969年に生産された1206892から1206941の50台、1971年に生産された1273926から1274000の75台、計200台は通常通り24×36mm判（ライカ判）だが、1968年に生産された1185291から1185300の10台、1969年に生産された1206942から1206961の20台、1971年に生産された1273922から1273925の4台と1274001から1274100の1000台、1972年に生産された1286701から1286760の60台と1293878から1294000の132台、計217台は24×27mm判[97]。
  - ライカMDaブリッツスペシャル - 24×36mm（ライカ）判のライカMDaポストとライカM4-M用モータードライブを組み合わせた製品。1972年に製造番号1293673から1293770と1293776から1293877の2ロット100台が生産された[101]。

### CL

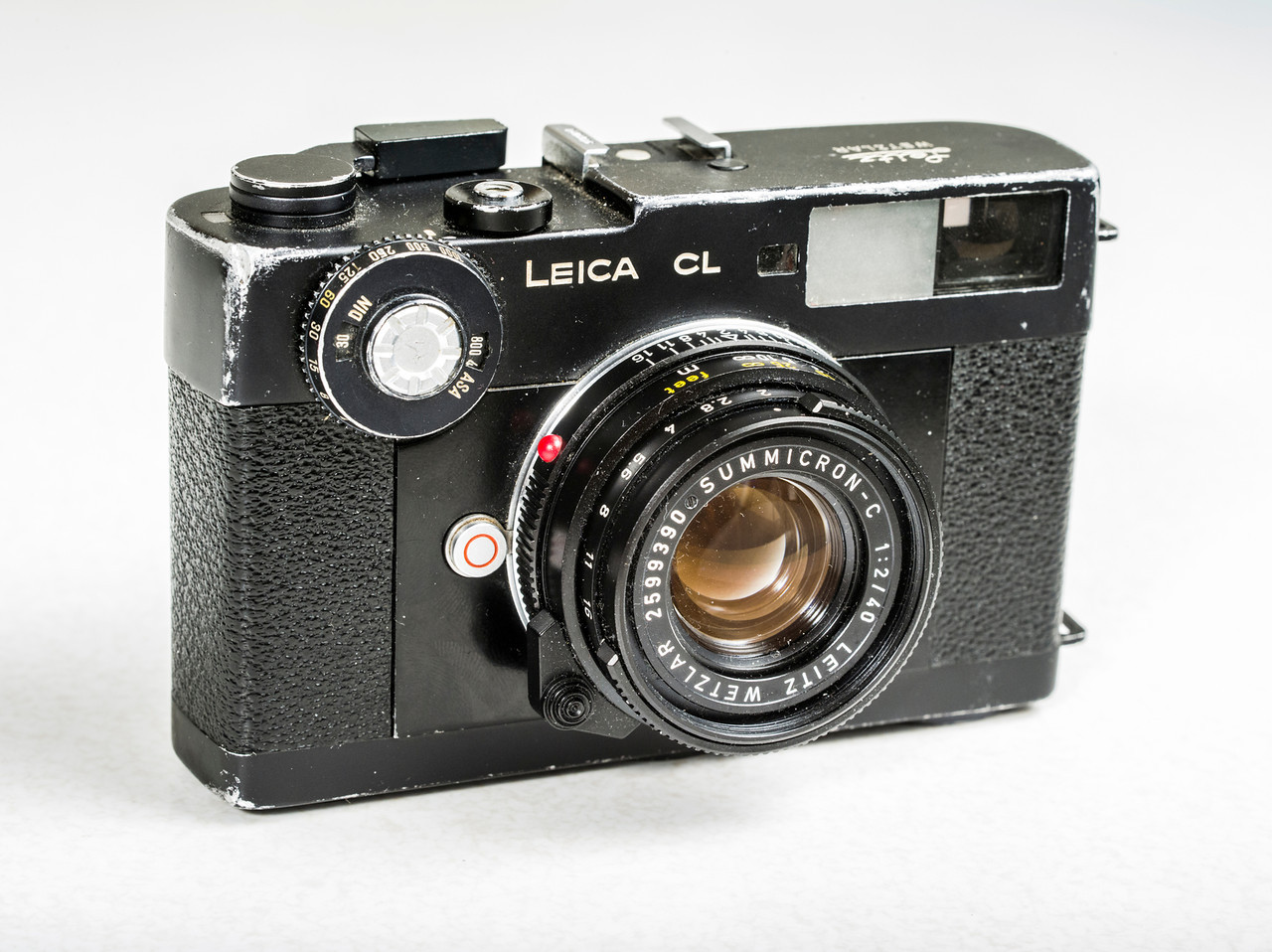
ライカCL（40mmズミクロン-C付き）

- ライカCL（Leica CL 、1973年9月発表、発売[102]） - 提携先であったミノルタ（現コニカミノルタ）製のOEMで、最終組立と調整のみドイツで行なったため"Made in germany"の刻印が施される[95]。機能的にはライカM5を小型軽量化したもの。ファインダーは0.6倍で40mmの枠が常時表示されており、通常は50mmの枠も出ているが、90mmレンズを装着すると50mmの枠が消えて90mmの枠が表示される[96]。距離計は実像式で基線長31.5mm[96]。シャッターは布幕縦走りフォーカルプレーン式。露出計受光部はフィルムを巻き上げるとフィルム前面に降り、シャッターをレリーズすると上がる。ドイツ国内では999マルクで販売され、雑誌などで「1000マルクを切った最初のライカ」として宣伝された。日本には輸入されず、ミノルタから直接ライツミノルタCLとして販売され[95][96]、この分は製造番号もミノルタ独自の番号になっている。発売時にオート露出式カメラが続いて発売される旨も発表され、ミノルタブランドでは1980年にミノルタCLEが発売になったが、結局OEM化されなかった[103]。ライツミノルタCLを含まない製造番号は1300001から133500の35,000台、1395001から1410000の15,000台、1425001から1440000の15,000台、合計65,000台[96]。
  - ライカCLライカ発売50周年記念モデル（1975年発売） - 製造番号L-001からL-700、E-001からE-700、I-001からI-700、C-001からC-700、A-001からA-700の計3500台生産された[96]。

### M4-2、M4-P系
- ライカM4-2（Leica M4-2 、1976年秋フォトキナで発表[104][105]、1978年製造開始[104][106]、1978年発売[105]） - 1974年ウィルドへの売却に伴う混乱の中で発表、発売された。ライカM4のマイナーチェンジモデルで、ホットシューが装備されセルフタイマーが省略された[104][105]。単3電池×4で駆動されるライカワインダーM4-2が使用でき[105]、本来はどのボディーとも組み合わせ可能であるはずであり製造番号1502001以降は実際にも互換性がある[105]が、初期製品はいちいち調整が必要であった[104][105]。初期には検査部門の存在自体が疑われるような不良品が流通した[106]が1979年頃には安定して生産されるようになった。製造番号は1480001から1533350で、少数の限定モデルを除き全てブラッククローム仕上げ[105]。
  - ライカM4-2ゴールド（1979年発売） - オスカー・バルナック生誕100年記念で24金メッキ仕上げ。当初製造番号1527201から1527700の500台が割り当てられたが購入希望者が多く1528151から1528650の500台が追加され、計1000台が生産された[106]。同じく金メッキ仕上げのMズミルックス50mmF1.4が付属する[106]。
  - ライカM4-2クローム - アメリカのディーラーからの注文でコレクター向け[104]に同色のMズミクロン35mmF2、Mズミクロン50mmF2とのセットで販売された[106]。
  - ライカM4-2オリーブ - アメリカのディーラーからの注文でコレクター向け[104]に同色のMズミクロン35mmF2、Mズミクロン50mmF2とのセットで販売された[106]。片山良平によると1991年頃「イスラエル戦車隊仕様」との肩書きでカメラ店の広告に出たがこれは嘘だという[76][93]。
  - ライカM4-2グレー - アメリカのディーラーからの注文でコレクター向け[104]に同色のMズミクロン35mmF2、Mズミクロン50mmF2とのセットで販売された[106]。
- ライカMD-2（Leica MD-2 、1976年発表[107]、1977年製造開始[108]、1980年発売[107]） - ライカMDaの後継機種でありベースがライカM4-2になっている[108]。画面の端にデータ記録用のスリットが設けられている[109][108]。製造開始と発売に差があるのは当時の社内事情による[107]。ライカワインダーM4-2使用可能[108]。1987年まで製造された。1985年までに2,593台が製造され、うち951台がカナダライツ製[108][107]であるがその後のデータが発表されていないので生産総数は不明である[107]が、人気もなかったためその後も多数出ていないことは間違いない[107]。仕上げは全てブラッククローム仕上げ[107]。ライカMDa同様データ記録用スリットがあるが、ブラッククローム仕上げのベースプレートは製造されなかった可能性がある[107]。
  - ライカMD-22（Leica MD-22 、1976年発表） - ライカMD-2の24×18mm（ハーフ）判仕様。ライカMD-2と同時に発表され、エルンスト・ライツの総合カタログに記載されてコードも与えられていたにも拘らず発売されず、その後試作品さえ確認されていない[110]。

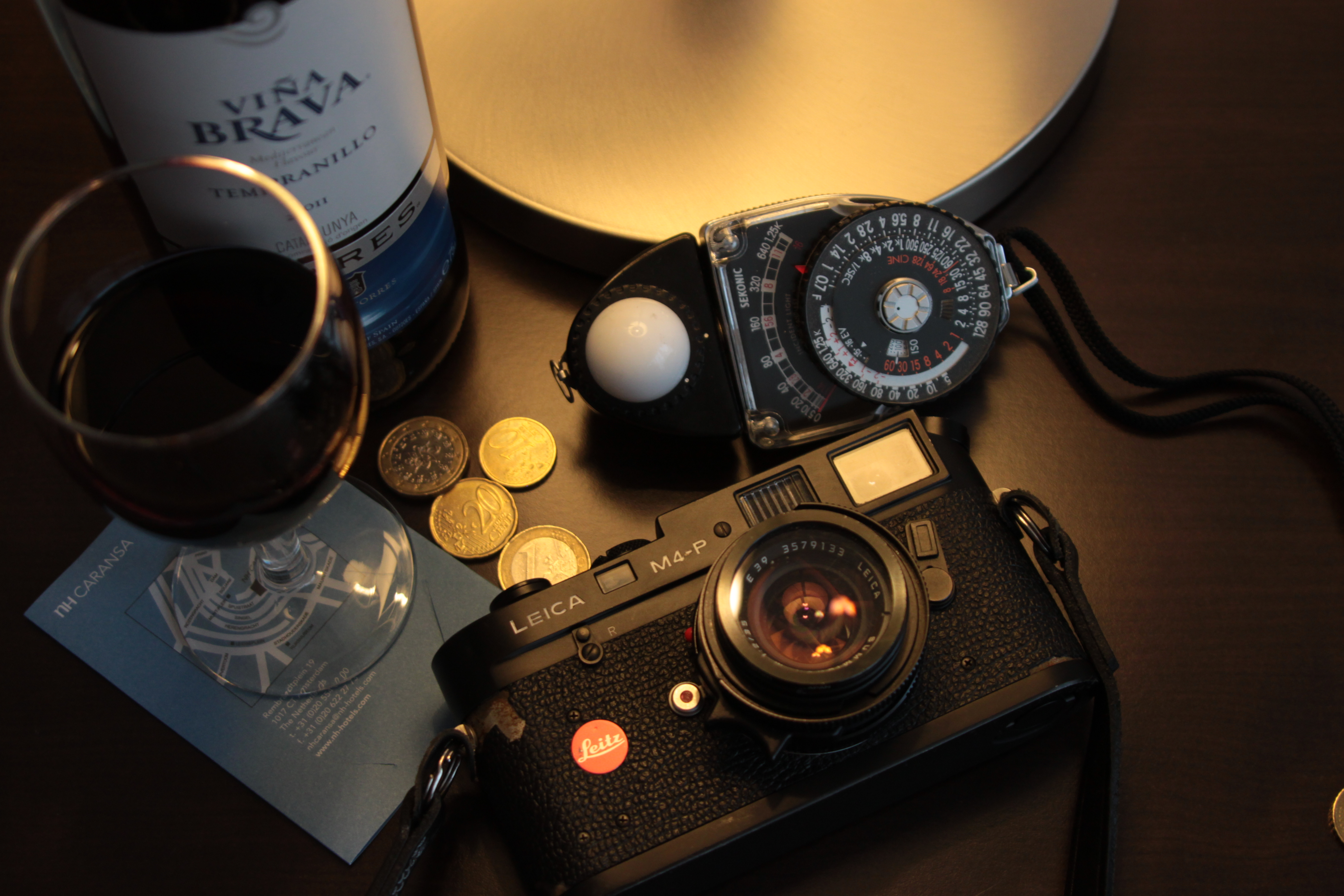
ライカM4-P

- ライカM4-P（Leica M4-P 、1980年フォトキナで発表[104]、1981年生産開始[104]、1981年発売） - 28mmと75mmのファインダー枠が加わり、装着されたレンズに従って自動で50/75mm、28/90mm、35/135mmの枠を切り替える[104]。ファインダーの数が多いこと、倍率が高く28mmを見渡すのが困難であることから見にくいと批判もあり[104]、特に眼鏡使用者からは外付け28mmファインダーを懐かしむ声が聞かれた[54][111]。組み合わされるワインダーは電子式インターロック機構を持つライカワインダーM4-P[111]になり、1984年にライカM6が発売されると共用のライカワインダーMになった[111]。ボディーは真鍮プレス加工[104]。ボディーカラーは当初ブラッククロームのみであったが1983年ライカM4-Pウル・ライカ70周年記念発売と同時にクローム仕上げが加わった[111]。生産台数はブラッククローム18,057台、クローム4,334台[104]。
  - ライカM4-Pエベレスト登頂記念（1982年発売） - カナダの登山隊がエベレストに登頂したことを記念しトッププレートにその旨のロゴマークをつけ、カナダライツ社長の署名入り証明書を付属し、北米向けに200台が限定生産された[111]。
  - ライカM4-Pウル・ライカ70周年記念（1983年発売） - ウル・ライカ完成70周年記念モデル。製造番号L-001からL-500、E-001からE-500、I-001からI-500、C-001からC-500、A-001からA-500の計2500台生産された[111]。
  - ライカM4-Pダイキャスト型（1984年発売） - ライカM6発売と同時[104]または少し遅れて[111]、製造番号1643500頃から[112]ライカM6と共通の亜鉛合金ダイキャストボディーになり、強度が上がる[104]とともにトップカバーエッジがシャープになりまた均一化された[111]。また窓が外側から接着されるようになり表面がフラット化されて塵がつきにくくなった[111]。シンクロ接点はM接点が廃止されX接点のみとなった[111]。
  - ライカM4-Pオリーブ - アメリカのディーラーからの注文でコレクター向けに発売された[111]。

### M6系
- ライカM6（Leica M6 、1984年フォトキナで発表[113]、1984年発売） - ライカM4時代のデザインのままTTL露出計を組み込み[113]、すなわちライカM5発売時のクレームにようやく応えた形となった。ライカR4から採用された[112]ダイキャストボディーとなり強度が上がる[113]とともにトップカバーエッジがシャープになりまた均一化された[112]。また窓が外側から接着されるようになり表面がフラット化されて塵がつきにくくなった[112]。メーターはシャッター幕上12mmのドットをシリコンフォトダイオード[114]にて測光する。仕上げは当初ブラッククロームのみであったが1985年クローム仕上げが加わった。1988年会社組織変更に伴いトップカバーの文字が「ライツ・ウェツラー」から「ライカ」に変更された。また「ライツ」だったロゴマークも「ライカ」になっている。
  - ライカM6LHSA（1988年製造） - ライカ・ヒストリカル・ソサエティー・オブ・アメリカ20周年記念としてメンバーに配布された。トッププレートにそのロゴマークが彫刻されている[115]。
  - ライカM6プラチナ（1989年発売[114]） - ウル・ライカ完成75周年、写真発明150年周年記念モデル。75プラチナメッキ、蛇革張り。同じ仕上げのズミルックス50mmF1.4とのセット販売。製造番号L-001からL-250、E-001からE-250、I-001からI-250、C-001からC-250、A-001からA-250の計1250台生産された[115]。
  - ライカM6ブルネイ王国記念モデル - ブルネイで賓客のお土産として贈呈された。金メッキで同仕上げのMズミルックス50mmF1.4が付属する[116]。
  - ライカM6パンダ（1990年発売） - 1991年までの生産分にクロームのボディーにブラッククロームの部品を使った個体があり「パンダ」と俗称されている[114]。
  - ライカM6コロンボ'92（1992年発売） - クリストファー・コロンブスアメリカ大陸発見500周年記念モデル。イタリアの代理店の注文で製造番号I-01からI-40、T-01からT-40、A-01からA-40、L-01からL-40、Y-01からY-40の計200台生産された[115]。
  - ライカM6G - スイスのライカ代理店の特注品。ロゴマークが金色で、アクセサリーシュー前部にエルマーの構成図が彫刻されている[115]。
  - ライカM6SH - シイベルヘグナー設立125周年モデルで、125台が生産され各方面に贈呈された[117]。
  - ライカM6チタン（1992年フォトキナで発表[72]、1992年発売） - チタン仕上げで、トップカバーがチタンでできているわけではない[72]。ボディー製造方式はライカM6に採用されていたダイキャストではなく真鍮プレスに戻っている[112]。同じ仕上げのズミルックスM35mmF1.4も同時に発売された[115][72]。
  - ライカM6香港シュミット鳥マーク入り（1993年発売） - 香港のシュミットが干支の鳥と「ライカ・吉祥」の文字をトップカバーに刻印した300台限定品[117]。
  - ライカM6J（Leica M6J 、1994年フォトキナで発表、1994年発売[118]） - ライカM3発売40周年を記念して1640台が生産された[118]。外観はライカM3に似せてあるが巻き戻しは斜めクランク。露出計もライカM6と同様装備する。ファインダーはライカM3の0.91倍でもライカM2からライカM6まで使用されて来た0.72倍でもない0.85倍。ファインダー枠は50mm、90mm、35/135mm。
  - ライカM6 0.85（Leica M6 0.85 、1998年発売） - ライカM6のファインダーを0.85倍にした。ファインダー枠は35/135mm、50/75mm、90mm。
  - ライカM6TTL（Leica M6TTL 、1998年発売） - TTLフラッシュに対応した。

### M7系

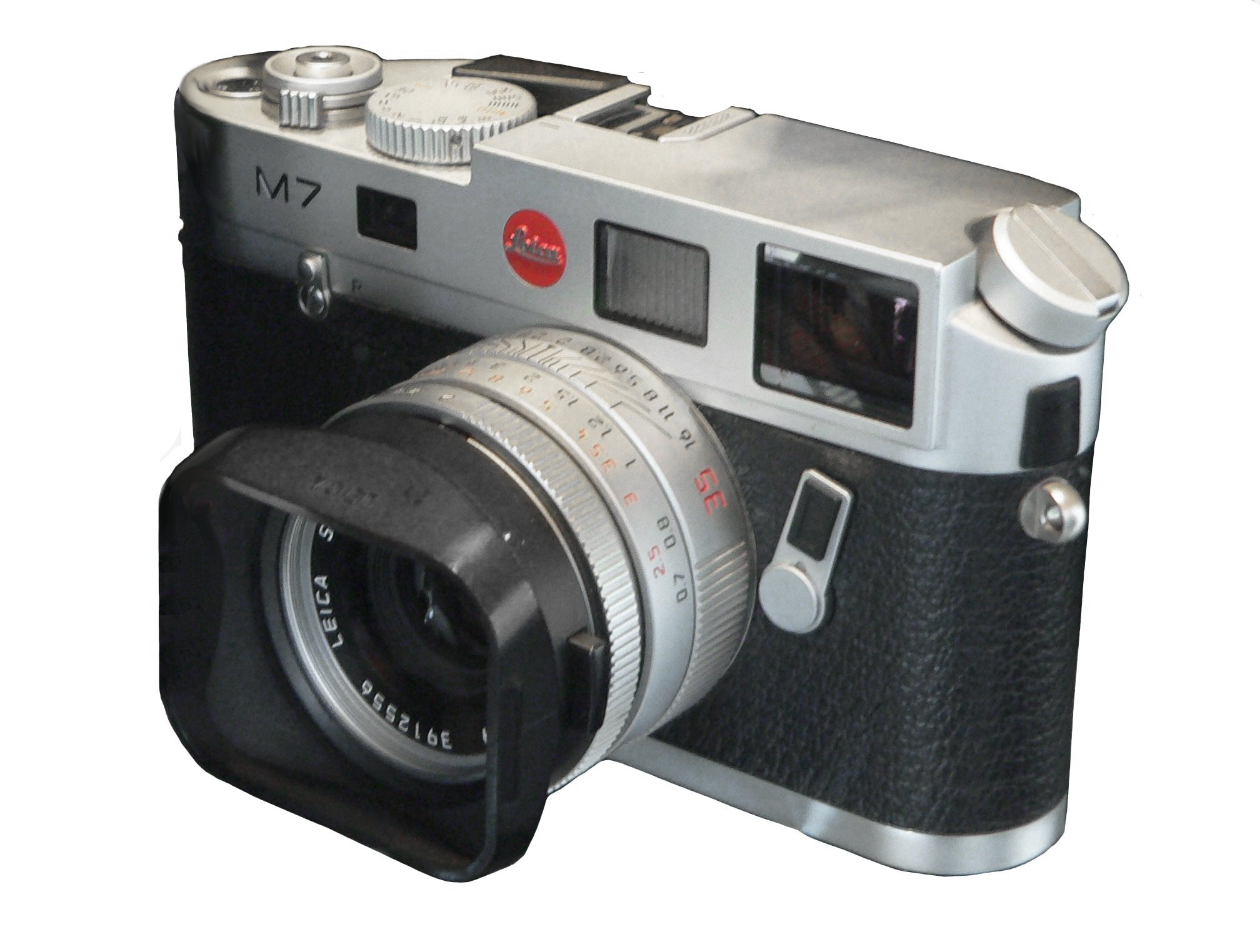
ライカM7

- ライカM7（Leica M7 、2002年発売） - 絞り優先AEを装備した電子制御式シャッター機。シャッター幕は横走り布幕。ファインダーは0.72倍。枠は50/75mm、28/90mm、35/135mmを自動で切り替える。
  - ライカM7 0.58 - ファインダーは0.58倍。枠は50/75mm、28/90mm、35mmを自動で切り替える。
  - ライカM7 0.85 - ファインダーは0.85倍。枠は50/75mm、90mm、35/135mmを自動で切り替える。
  - ライカM7エディション・エルメス（Leica M7 Edition Hermes 、2009年12月発売） - 貼革がオレンジ、またはエトゥープのカーフスキンで各100台、計200台が限定販売された。
- ライカMP（Leica MP 、2003年発売） - かつてライカM3の特殊モデルとして生産されたライカMP（Leica MP 、1956年発売）と名称は同一であるが別物。ライカM6のトップカバーを真鍮製にし、レバーやノブをライカM3様にしたモデル。スペックはライカM6に準ずる。
  - ライカMPエディション・エルメス（Leica MP Edition Hermes 、2003年発売） - 貼革がオレンジ、またはエトゥープのカーフスキンで各100台、計200台が限定販売された。

### デジタル時代以降
- ライカM8（Leica M8 、2006年発売） - ライカMシリーズ初のデジタルカメラ。金属幕・縦走りシャッター機

- - ライカM8.2（Leica M8.2 、2008年発売） - ライカM8をベースにシャッターを静粛化したが最高シャッタースピードはライカM8の1/8000秒から1/4000秒に低下した。背面液晶カバーにサファイアを使用している。
- ライカM8.2サファリ（Leica M8.2 Safari、2009年2月発売） - 世界500セット限定発売。

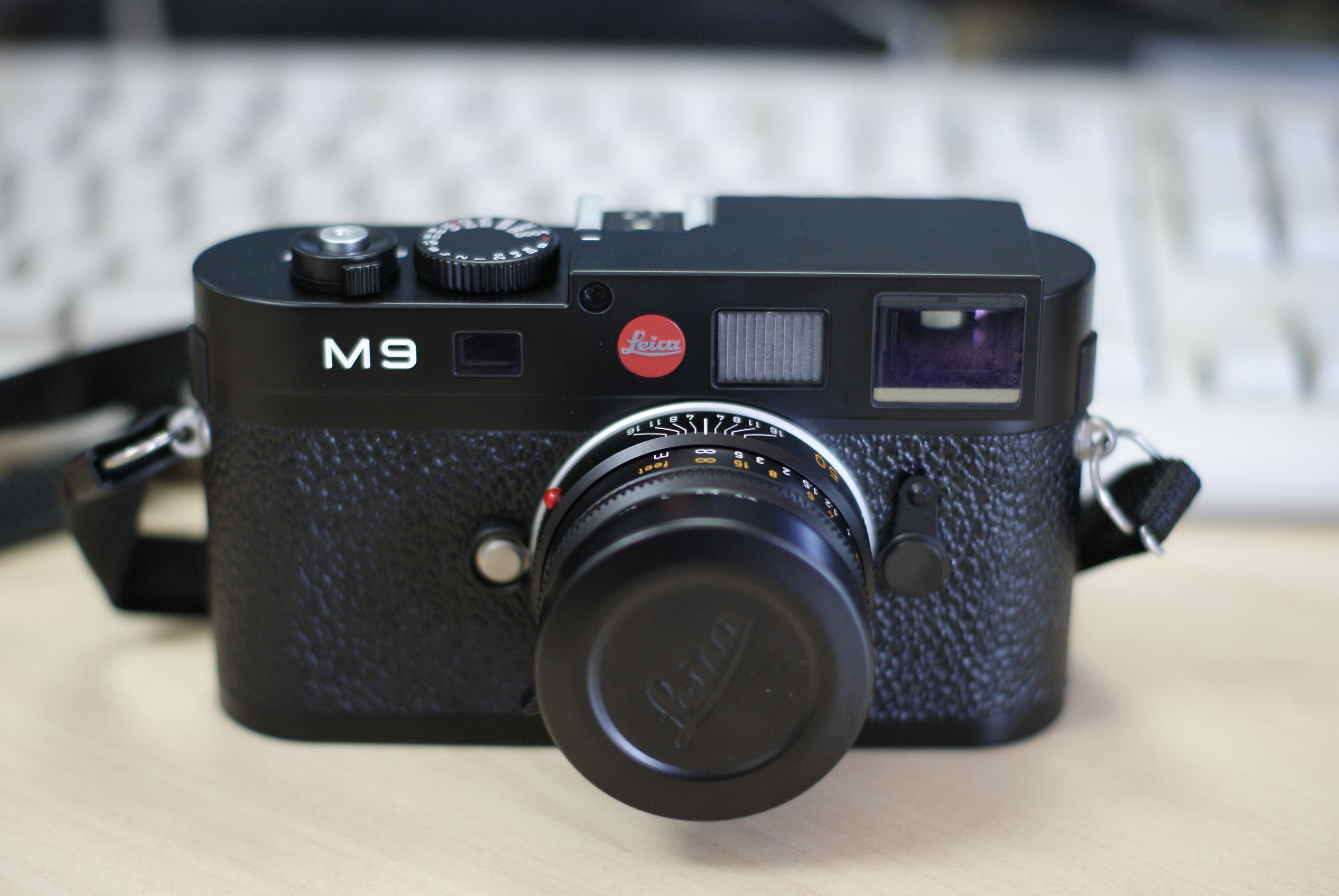
ライカM9

- ライカM9（Leica M9 、2009年発売）- 35mmフルサイズセンサーを採用したデジタルカメラ。旧来のレンズをフィルムと同じ画角で使用できる。ボディはライカM8と同サイズを維持し、2009年現在世界最小の35mmフルサイズ・デジタルカメラである。1800万画素のCCDセンサーを搭載。背面液晶はゴリラガラス。
  - ライカM9-P（Leica M9-P 、2011年発売）ライカM9から、赤バッジや機種名ロゴを除いた代わりにトップカバーのロゴを彫り込み、液晶モニターをサファイアガラスにしたモデル。
  - ライカM モノクローム（Leica M Monochrom, 2012年8月発売）- ライカM9をベースとしたモノクローム専用デジタルカメラ。
  - ライカM-E（Leica M-E, 2012年10月発売）- ライカM9をベースとした廉価版デジタルカメラ。
- ライカM Typ240（Leica M Typ 240, 2013年3月発売）- 35mmフルサイズセンサーを採用したデジタルカメラ。2400万画素のCMOSセンサーを搭載。動画撮影とライブビューが可能になり、EVFをつけられるようになった。ブライトフレームがLEDになったため、採光窓がなくなったという外観上の違いもある。背面液晶はゴリラガラス。
  - ライカM-P Typ 240（Leica M-P Typ 240, 2014年9月発売）ライカM Typ 240から、赤バッジや機種名ロゴを除いた代わりにトップカバーにLeicaロゴを彫り込み、液晶モニターをサファイアガラスにしたモデル。
  - ライカMモノクローム Typ 246（Leica M Monochrom Typ 246, 2015年5月発売）ライカM Typ 240をベースにしたモノクローム専用デジタルカメラ。2400万画素のCMOSセンサーを搭載。
  - ライカM Typ 262（Leica M Type 262, 2015年12月発売）ライカM Type 240 をベースに動画機能・ライブビュー機能（とそれに伴う製造過程でのキャリブレーション工程）を排除してコストを削減すると共に、トップカバーの素材を真鍮からアルミに変更することで100g近い軽量化を実現したモデル。画質にはTyp 240との差はない[119]。
  - ライカM-D Typ 262（Leica M-D Type 262, 2015年5月発売）ライカM Type 240 をベースに、背面の液晶画面および操作ボタンを一切排除したモデル。
- ライカM-A Typ 127（Leica M-A Type127, 2014年11月発売）全機械式制御のフィルムカメラ。ライカ生誕100周年を機に誕生したカメラ。
- ライカM10（Leica M10, 2017年1月発売）- 35mmフルサイズセンサーデジタルカメラ。フィルムのMシリーズに近い厚みを実現した。ISOダイアルがつき、背面のボタンが簡素化された。動画機能はなくなったがライブビュー機能は残され、EVFも引き続き使用可能である[注釈 2]。2400万画素のCMOSセンサーを搭載。
  - ライカM10-P（Leica M10, 2018年8月21日発売）ライカM10ベースに赤バッジが黒いネジに変更され、代わりにトップカバーにLeicaの彫り込みが追加された。機能面ではM10に対しタッチスクリーン、電子水準器、M10に比べ静かなシャッターが搭載された。ライカM-P Typ 240の後継機種である。

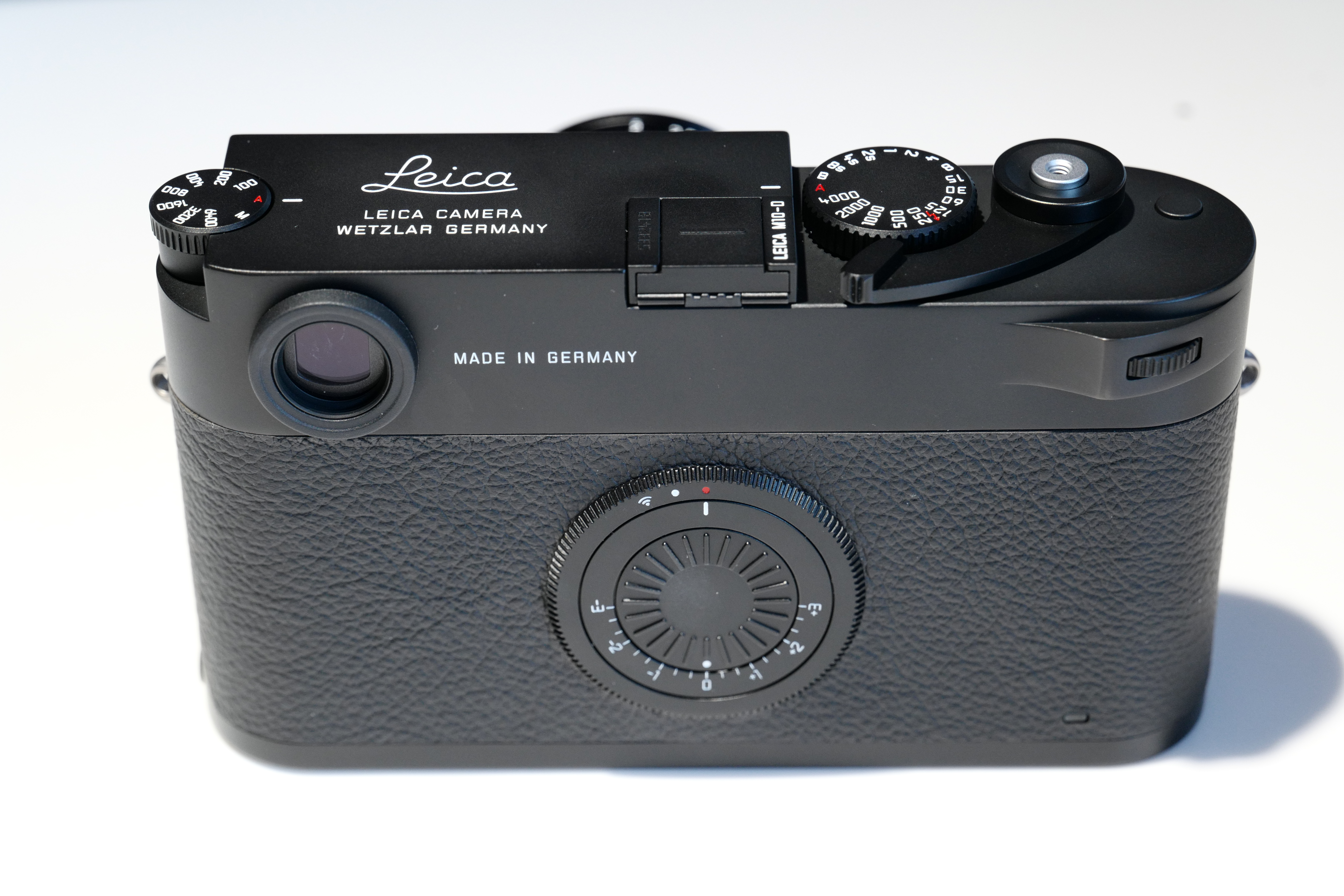
ライカM10-Dの背面。液晶画面がなく、フィルムカメラの巻き上げレバーを模したサムレストが設けられている。

- - ライカM10-D（Leica M10ｰD, 2018年10月24日発売）ライカM10-Pベースに背面液晶モニターを取り外し、フィルムカメラの背面を模した黒の露出補正ダイヤルと電源ダイヤルを設けたモデル。また、フィルムの巻き上げレバーをオマージュしたサムレストが追加されている。露出、ISO、絞り、シャッタースピード以外の全ての設定をスマートフォンの「Leica FOTOS」アプリから行う仕様となっている。ライカM-D Typ 262の後継機種である。
  - ライカM10モノクローム（Leica M10 Monochrom, 2018年1月17日発売）デザイン面と静音シャッターはライカM10-Pに近いが、トップカバーのLeicaロゴの彫り込みがなくなりシンプルなデザインになっている。モノクロームの4000万画素CMOSセンサーを搭載する。ライカMモノクローム Typ 246の後継機種である。
  - ライカM10-R（Leica M10, 2020年7月24日発売）ライカM10同様の赤バッジを持つが、M10-P相当の静音シャッターを搭載し、撮像素子もカラーの4000万画素CMOSセンサーに変更されている高画素モデルである[120]。
- ライカM11（Leica M11, 2022年）- M10の後継モデル。外観・寸法はM10に近い。他方で、撮像素子が6000万画素CMOSセンサーに更新され、書き出されるRAWファイルを大中小3サイズから選べる。また、ブラックモデルはトップカバーを真鍮からアルミに変更され100g近く軽量化され、寸法だけでなく重量もフィルムM型ライカに近い数値となった。さらに、伝統のボトムプレートが排され底面に直接USB-Cケーブルを接続して充電できるようになったこと、64GBの内蔵メモリを搭載したこと、電子シャッターでの撮影が可能になったこと、測光方式も伝統のシャッター幕の反射光を測定する方式（露光直前まで幕は開かない）からCMOSセンサー自体を利用する方式（通常のミラーレスカメラのようにシャッター幕は常時開く）に変更されたことなど、機能面でも変更点が多い[121][122]。
  - ライカM11モノクローム（Leica M11 Monochrom 2023年4月22日）- M10モノクロームの後継機。M11の6000万画素CMOSセンサーからカラーフィルターを取り除き、正面のライカロゴをM10-PやM10モノクローム同様の黒いネジに変更したモデル。
  - ライカM11-P（Leica M11-P 2023年10月28日）- M10-Pの後継機。M11の内蔵メモリが256GBにアップグレードされ、デジタル画像の真正性を保護するために、撮影時にコンテンツクレデンシャルを添付してメタデータを保存する機能を世界初搭載した。

## アクセサリー
多数のアクセサリーがある。有名なもののみ挙げる。
- ライカトリレンズターレット（Leica Tri-lens Turret 、1960年発売[123]） - ライカM3、ライカM2に取り付け、3本のLマウントレンズを装着すると迅速にレンズ交換ができるようになる[123]。その形状から「天狗の団扇」、コードで"OROLF"であることから「オロルフ」と俗称される[123]。ターレット式のレンズ交換システムはムービーカメラでは一般的であり、スチルカメラにも1952年に製造されたレクタフレックスローター[123]、1954年から1958年まで製造されたティランティズンマリポーター（Tiranti Summa Reporter ）などの先行例があるがいずれも成功しておらず、ライカレンズターレットも250台製造に留まった。単純に見えるが複雑な動きをし距離計連動やファインダー枠切り替えにも対応する。3つのレンズ側Lマウントにはそれぞれ"M2 50 M3 50-35"[注釈 3]、"M2 35 M3 135"[注釈 4]、"M2 90 M3"[注釈 5]とある[123]。カタログで装着されているのはライカM3、エルマー50mmF2.8、エルマー90mmF4、ヘクトール135mmF4.5である[124]。後ろにあるキーを右へ回転させることでレンズを外しターレットを浮かせて回転、装着したいレンズがカメラマウントの位置に来たところでキーを左へ回転させると装着する。ボディーへの装着はカメラボディーの裏蓋を外し、この製品のキーを右に回してターレットを浮かせて行う[123]。Lマウントの約5mm外側に高さ約3mmの縁があるためそれと干渉するレンズは使用できない[124]。また後部が突出している広角レンズは取り付けはできてもカメラボディーからの離脱量が足りず、回転できない[124]。ピントレバーが通常型と違うターレット用エルマー50mmF3.5が存在する[125][126][123]。
- ライカビットMP（Leicavit MP ） - ライカM2、ライカM1およびライカMD用引き金式迅速巻き上げ装置。ライカMPの裏蓋が単独でも販売されたもの。ライカM3には使用できない[80]。
- フィルムマガジン - 製造順にA型マガジン、B型マガジン、現在広く使われているパトローネの原型となったD型マガジン、M型ライカ用に製造されたN型マガジンがあるが、時代が違っても使用できない機種はない[127]。この他250型専用の太い10mマガジンがある[128]。